# Séisme de 2010 en Haïti
Le séisme de 2010 en Haïti est un tremblement de terre d’une magnitude de 7,0 à 7,3 survenu le 12 janvier 2010 à 16 heures 53 minutes et 10 secondes, heure locale. Son épicentre est situé approximativement à 25,3 km de Port-au-Prince, la capitale du pays. Le foyer (ou hypocentre) du séisme a été localisé à 10 km de profondeur. Une douzaine de secousses secondaires ont été enregistrées dans les heures qui ont suivi, celles-ci ayant des magnitudes se situant entre 5,02 et 5,95. L'intensité de ce séisme a été d'environ 7,0 à l'épicentre.
Un second tremblement de terre, d’une magnitude de 6,1 est survenu le 20 janvier 2010 à 6 h 3, heure locale. Son foyer est situé approximativement à 59 km à l’ouest de Port-au-Prince, et à moins de dix kilomètres sous la surface.
Le premier tremblement de terre fait de nombreux morts, blessés et amputés en plus des milliers de personnes victimes de troubles psychologiques. Le 9 février 2010, Marie-Laurence Jocelyn Lassegue, ministre des Communications, confirme plus de 280 000 morts, 300 000 blessés et 1,3 million de sans-abris. L'Institut géologique américain a annoncé le 24 janvier avoir enregistré 52 répliques d'une magnitude supérieure ou égale à 4,5. 211 rescapés ont été extraits des décombres par les équipes de secouristes venues du monde entier — solidarité internationale venue renforcer les efforts des Haïtiens qui eux-mêmes, souvent à mains nues, ont sauvé des décombres des centaines de personnes.
Les structures et l’organisation de l’État haïtien ont souffert de la catastrophe ; au bout de trois jours, l’état d’urgence a été déclaré sur l’ensemble du pays pour un mois. De très nombreux bâtiments ont également été détruits, dont le palais national et la cathédrale Notre-Dame de Port-au-Prince.

## Caractéristiques

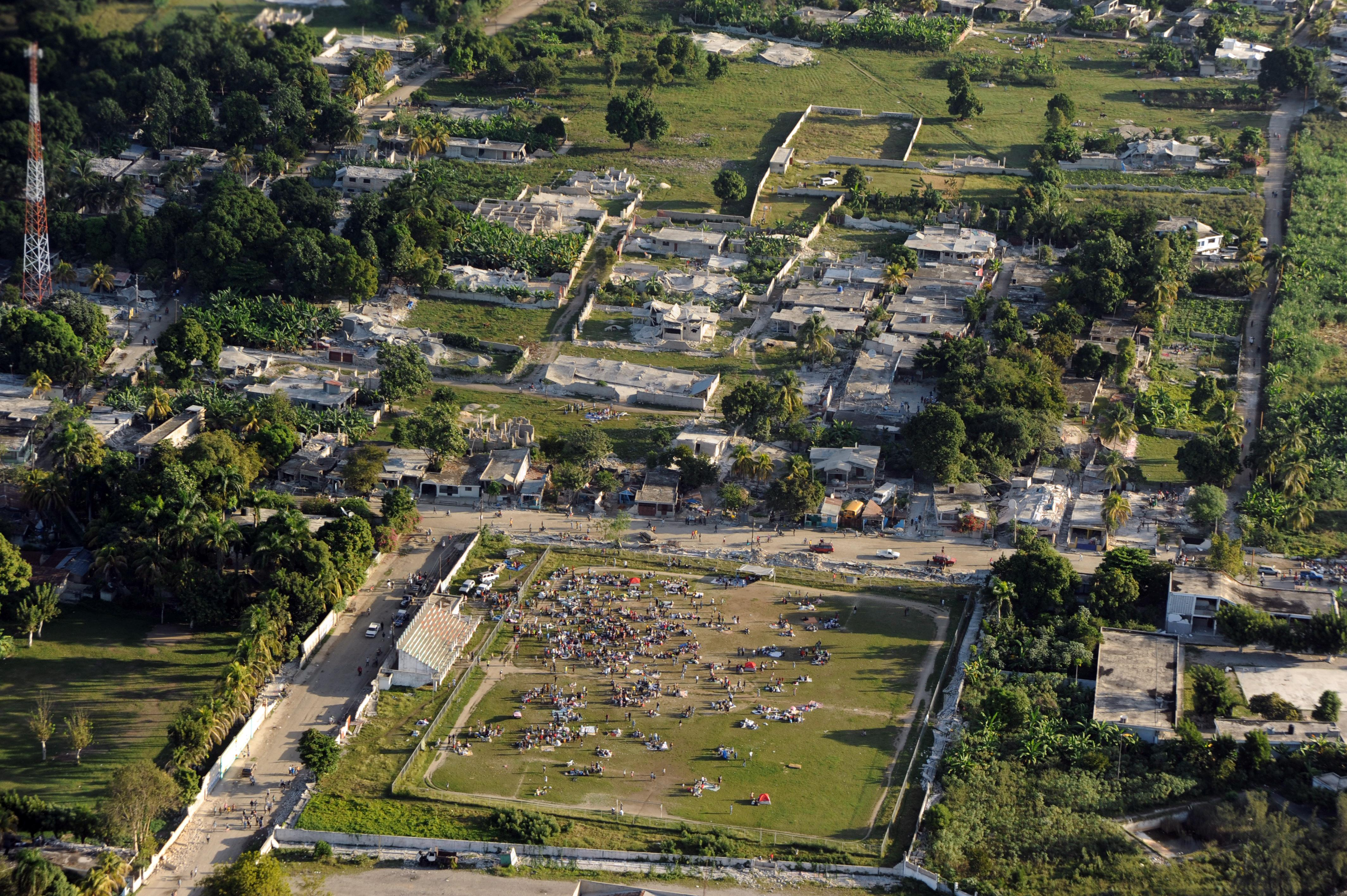
Vol de reconnaissance d’un C-130 Hercules au-dessus de Léogâne le 13 janvier 2010.

Les répliques selon les dates et les magnitudes.

Selon l’Institut d’études géologique des États-Unis, le tremblement de terre aurait eu une magnitude de 7 (soit l’équivalent de l’énergie dégagée par une bombe H d’environ cinq mégatonnes) et son foyer serait à une profondeur relativement faible de 10 km, (séisme dit crustal). La secousse principale a duré moins de 30 secondes.
Selon le CNRS (19 janvier 2010), si la profondeur se situait entre 10 et 13 km,, la faille « Enriquillo-Plaintain garden » qui traverse l'île d'ouest en est et portant le séisme, passe à 5 km au sud de la capitale. L'épicentre se situant à une vingtaine de kilomètres à l'ouest de la capitale, le glissement cosismique de 1 à 2 m se serait produit sur 70 km de long.
Il y a également eu une série de répliques de respectivement : 5.9, 5.5 et 5.1. La NOAA a rapidement écarté le danger d’un tsunami dans la région.
La première réplique a eu lieu sept minutes après le premier choc, laissant entrevoir une aggravation de la situation compte tenu de l’impossibilité de mettre en place des premiers secours dans les minutes suivant l’incident. La magnitude de ces répliques, approchant 6, constitue également un autre facteur, rare dans ce type d’événements, le qualifiant de catastrophe majeure : par définition, les effets des répliques « peuvent causer des dommages majeurs à des édifices mal conçus dans des zones restreintes. Cause de légers dommages aux édifices bien construits ».
Des témoins du séisme qui ont pu joindre les médias internationaux pendant la nuit ont rapporté avoir vu sur la voirie des voitures qui « bougeaient toutes seules ».

## Causes

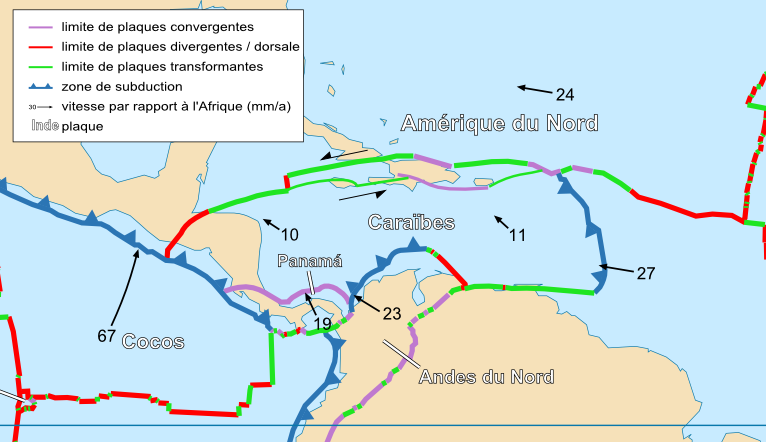
Carte de la plaque caraïbe.

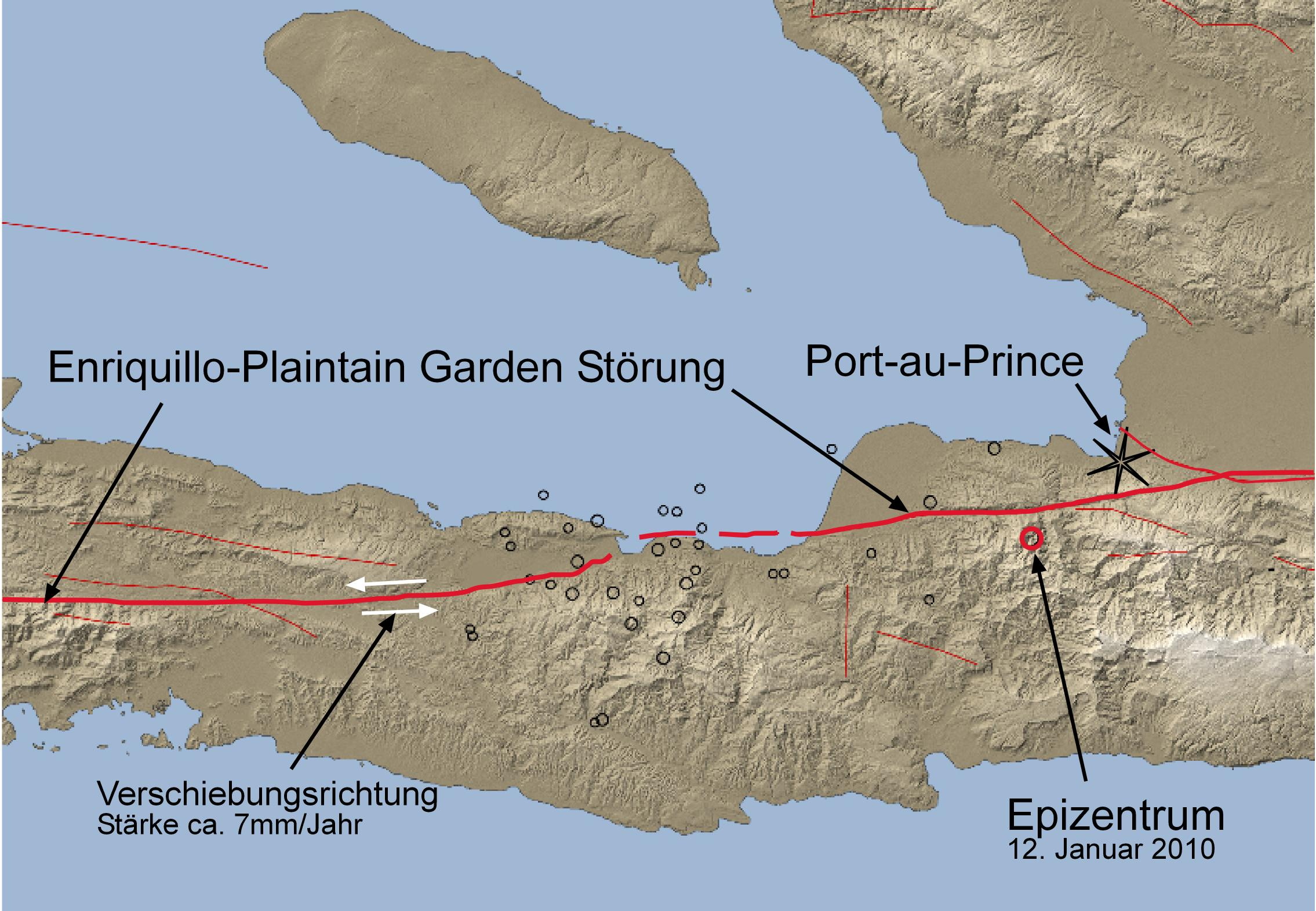
Position de la faille décrochante d'Enriquillo, qui autorise un mouvement horizontal de 7 mm/an.

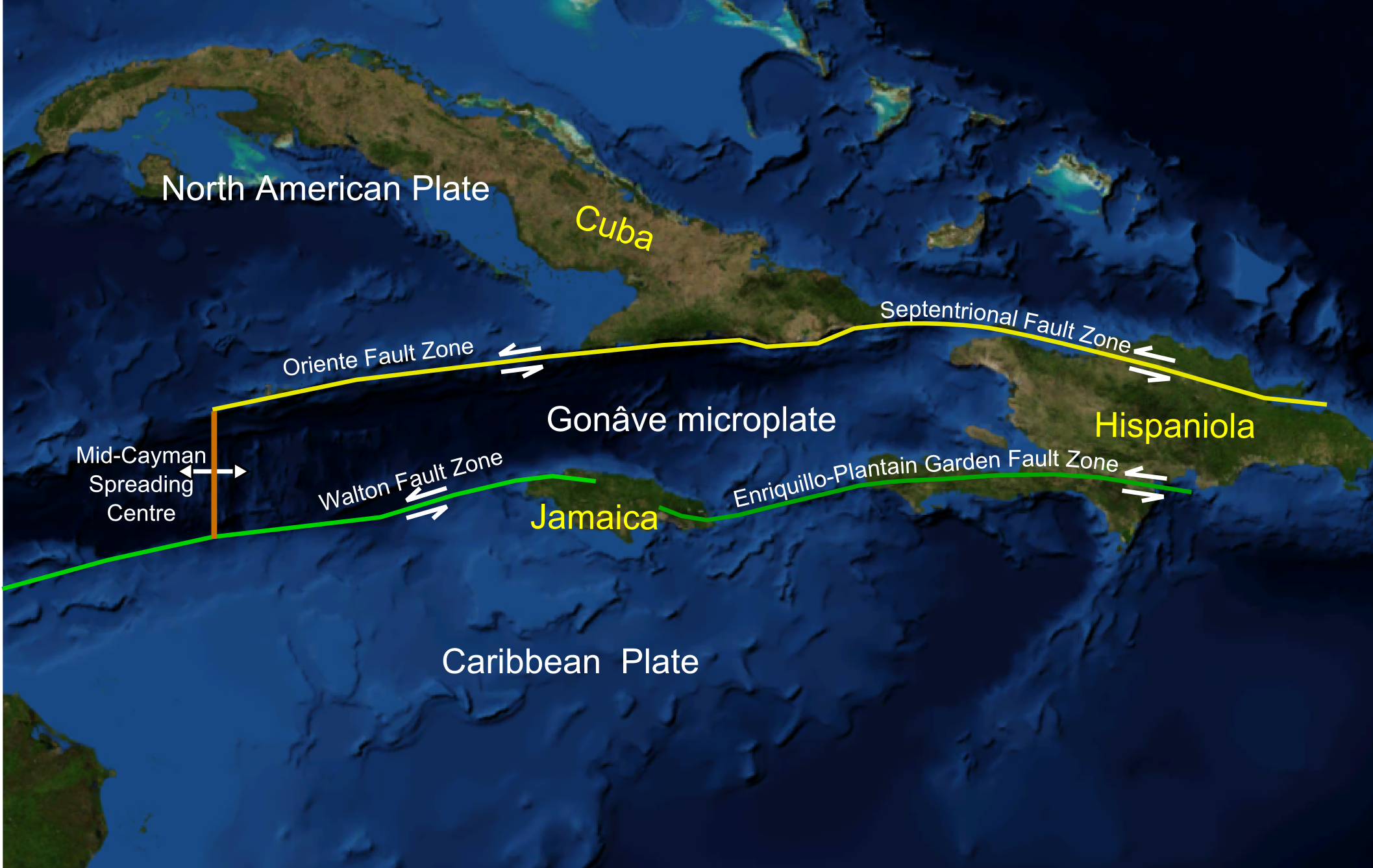
Vue de la microplaque de Gonâve où se situe la faille d’Enriquillo.

L’île d’Hispaniola (que se partagent Haïti et la République dominicaine) se trouve dans une zone sismiquement active, entre deux plaques tectoniques : la plaque nord-américaine au nord et la plaque caraïbe au sud. Dans cette zone, les failles sont des décrochements sénestres et des failles de compression (failles inverses) ou chevauchements.

On a pensé dans un premier temps que ce séisme avait été provoqué par la rupture d’une faille, orientée ouest-est, sur une longueur de cinquante à cent kilomètres. Il s’agit de la faille d’Enriquillo-Plantain-Garden, qui est un décrochement sénestre et qui traverse la ville de Port-au-Prince en Haïti. Cependant cette hypothèse a été rapidement réfutée et il apparait en fait qu'il s'agit de la faille Léogâne jusque là inconnue.
La faille d’Enriquillo-Plantain-Garden n'ayant pas coulissé les contraintes accumulées ne se sont pas libérées d'où le séisme de 2021 (Séisme de 2021 en Haïti).
Le risque sismique était donc bien identifié, et son impact humain aurait pu être moindre si des campagnes de prévention avaient été réalisées, la population sensibilisée et les constructions sécurisées, ce qui n'a pas été le cas,. Des causes humaines, liées à la pauvreté d'Haïti et la faiblesse de son gouvernement, ont ainsi renforcé la catastrophe naturelle.

## Précédents historiques

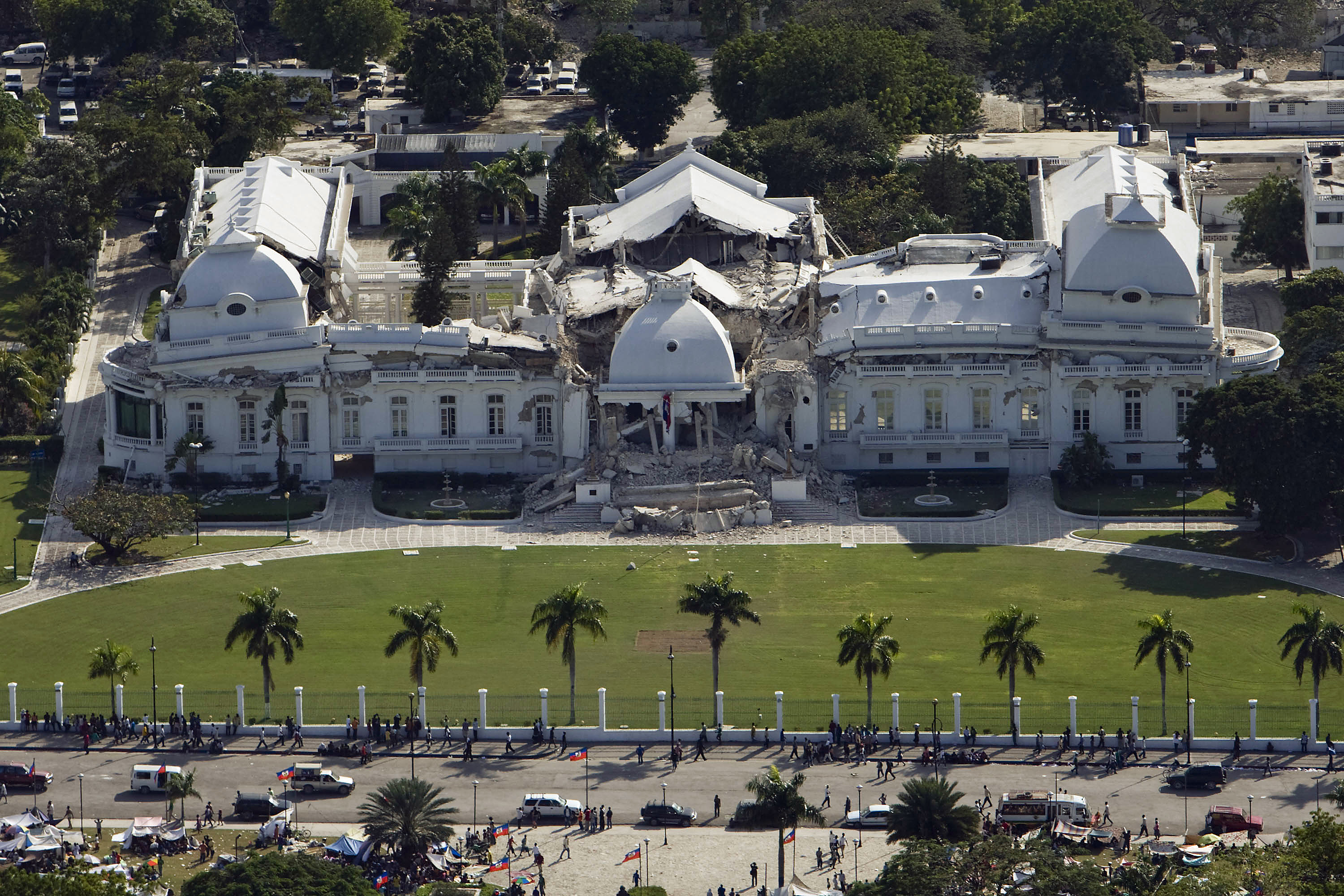
Le Palais national, le 13 janvier 2010.

Les précédents tremblements de terre de forte intensité survenus en Haïti incluent ceux survenus le 18 octobre 1751 et le 3 juin 1770. L’historien Moreau de Saint-Méry relate qu'à Port-au-Prince, en 1751 « une seule des maisons de maçonnerie ne fut pas renversée », et en 1770 « la ville entière fut renversée ». La capitale de l'époque, Cap-Haïtien, fut détruite et les villes de Port-de-Paix, Les Gonaïves, Fort-Liberté et des villes de la République dominicaine furent touchées par un fort tremblement de terre le 7 mai 1842. L’écrivain et homme politique haïtien Jean Demesvar Delorme fut le témoin de ce tremblement de terre de 1842.
Des séismes survinrent encore en 1887 et 1904 dans le nord du pays, causant des « dégâts majeurs ».

## Conséquences sur Haïti

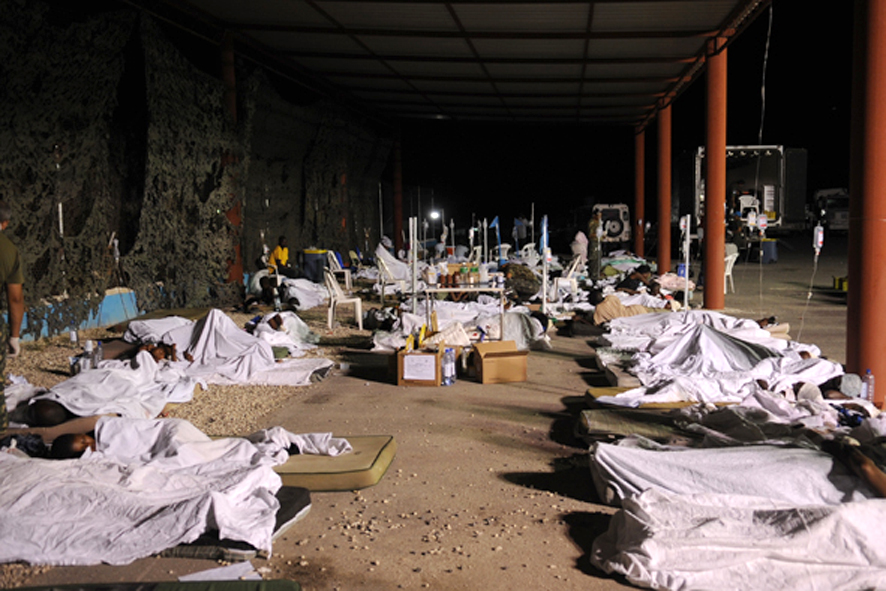
Deuxième nuit sans toit pour les habitants, du 13 au 14 janvier, dans un camp installé par l’armée brésilienne.

L’échelle des destructions au niveau de la capitale même atteint VIII sur l’échelle de Mercalli. La zone la plus soumise aux destructions atteint X (sur XII degrés dans l’échelle) ; cette zone est située sur la côte bordant le golfe de la Gonâve, à l’ouest de Port-au-Prince, et au nord-ouest de l’épicentre du séisme ; 1,9 million d’habitants vivent dans la zone de degré 8 des destructions.

### Destruction d'habitations et d'institutions publiques
En plus de l'effondrement de nombreuses habitations modestes, plusieurs édifices gouvernementaux de construction plus solide subissent des dommages importants : le Palais national, le ministère des Finances, le ministère des Travaux publics, le ministère de la Communication et de la Culture, le ministère des Postes, le Parlement, le Palais de justice, l’École normale supérieure, l’École nationale d’administration, l’École Nationale des Infirmières, l’Université de l’Agence universitaire de la Francophonie (AUF), la prison centrale et le Centre des impôts. Un hôpital de Pétion-Ville, dans la banlieue de Port-au-Prince, est également détruit, ainsi que la maternité de l’hôpital général et l’hôpital de Martissant. Le siège de la Mission des Nations unies pour la stabilisation en Haïti, dont les fondations faisaient l'objet d'une remise aux normes, est également en partie détruit. Le plus grand hôtel de la ville, l’Hôtel Montana, est également détruit par le séisme.

### Destruction d'universités
Les médias télévisés montraient au lendemain matin les images des secours amenés dans le bâtiment effondré de l’université, dans laquelle mille étudiants passaient un examen. Dès les premiers jours, on compte une vingtaine d'enseignants et plus de 400 étudiants morts sous les décombres. Plusieurs universités publiques et privées sont détruites ou gravement endommagées : 
- Gravement endommagés : l'Université d'État d'Haïti, la Faculté de Linguistique appliquée (FLA), l'École normale supérieure (ENS), la Faculté de médecine et de pharmacie (FMP), la Faculté des sciences (FDS), la Faculté des sciences humaines (FASCH), la Faculté d'agronomie et de médecine vétérinaire (FAMV) et l'Institut national de gestion et des hautes études internationales (INAGHEI), l'Université Quisqueya (UNIQ), l'Académie Nationale diplomatique et Consulaire (ANDC), l'Université Notre Dame d'Haïti (UNDH), l'Université Américaine des Sciences Modernes d'Haïti (UNASMOH), l'Université Caraïbe.
- Détruits : le Centre d'Études Diplomatiques et Internationales (CEDI), l'Institut des Hautes Études Commerciales et Économiques (IHECE), détruit ; l'Université Lumière, l'Université Royale d'Haïti, l'Université de Port-au-Prince (UP), l'Université G.O.C, l'Université Épiscopale d'Haïti (UNEPH), l'Institut Paramédical Louis Pasteur[28].

### Autres destructions majeures
De grands nuages de poussière apparaissaient dans les instants suivant le séisme à Port-au-Prince. Cette poussière provient probablement de béton non armé des constructions ; des craintes s’accumulent donc concernant la possibilité que bien des édifices de ce type se soient effondrés. Pays pauvre, Haïti ne dispose pas de normes de construction formelles en matière de bâtiments.
Les villes de Carrefour (300 000 habitants, détruite à 40 %), Léogâne (200 000 habitants, détruite à plus de 90 %) et Gressier, proches de l’épicentre du séisme, ont aussi été gravement touchées.

### Organisation de l'aide internationale
Un intervenant du Ministère des Affaires étrangères français chargé de l’organisation des secours depuis la France a annoncé que le seul point positif parmi les nouvelles qui lui parvenaient était que la piste de l’aéroport était praticable, laissant la perspective d’un acheminement par rotation aérienne du personnel de secours, de la logistique et du matériel d’urgence.
Ban Ki-moon, le secrétaire général des Nations unies estimait que quelque trois millions de personnes auraient pu être sinistrées sur les quatre millions que compte la population de Port-au-Prince.
La destruction de milliers de logements et la crainte de nouvelles répliques ont poussé depuis lors la plupart des habitants de la ville à passer la nuit dehors. Les survivants ne disposent pas ou peu d’eau potable, de nourriture et de médicaments. Jusqu’au 13 janvier, l’hôpital de campagne de l'armée de l'air argentine (en), installé dans le cadre de l’ONU depuis 2004, était le seul opérationnel sur place.
Le 20 janvier, un autre tremblement de terre de magnitude 6.1 est à nouveau ressenti ; en conséquence immédiate, un phénomène d’exode massif a été observé, par le port et la gare routière de Port-au-Prince, parmi une population exténuée et qui a vécu les dizaines de répliques antérieures dans les ruines de la capitale.

## Identification des victimes

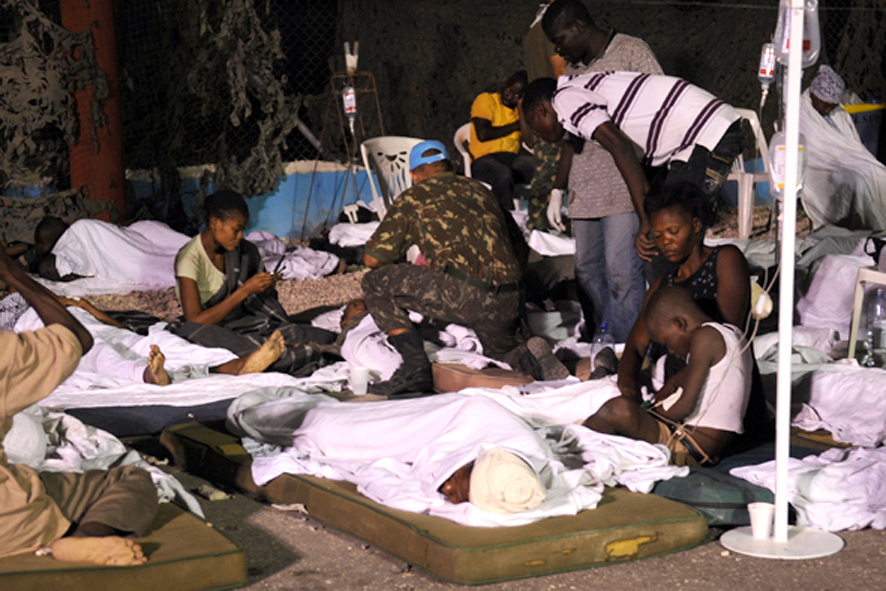
L’armée de terre brésilienne aidant des victimes, le 14 janvier 2010.

L'identification des corps a été compliquée, et on ne sait exactement combien de personnes sont décédées lors du séisme, d'autant plus qu'il y eut de nombreux disparus. Plusieurs pays ont envoyé des unités d'identification des victimes, mais nombreux sont ceux qui ont été enterrés dans des fosses communes ou par leur famille. 
 Parmi les victimes, on compte :
- des casques bleus de la mission de stabilisation (MINUSTAH) de l’ONU ont été tués, huit Chinois, trois Jordaniens, onze Brésiliens et un Argentin[35] ainsi que 2 gendarmes français affectés à cette mission[36] ;
- le corps de l’archevêque de Port-au-Prince, Joseph Miot a été retrouvé dans les décombres de l’archevêché tandis que le vicaire général, Benoît Seguiranno est porté disparu[37]. Cette annonce provient de l’agence d’informations religieuses Misna basée à Rome ;
- le musicien haïtien Jimmy O. Barikad est retrouvé mort, selon le musicien américano-haïtien Wyclef Jean[38] ;
- la pédiatre brésilienne et fondatrice de la Pastorale pour enfants Zilda Arns est tuée[39] ;

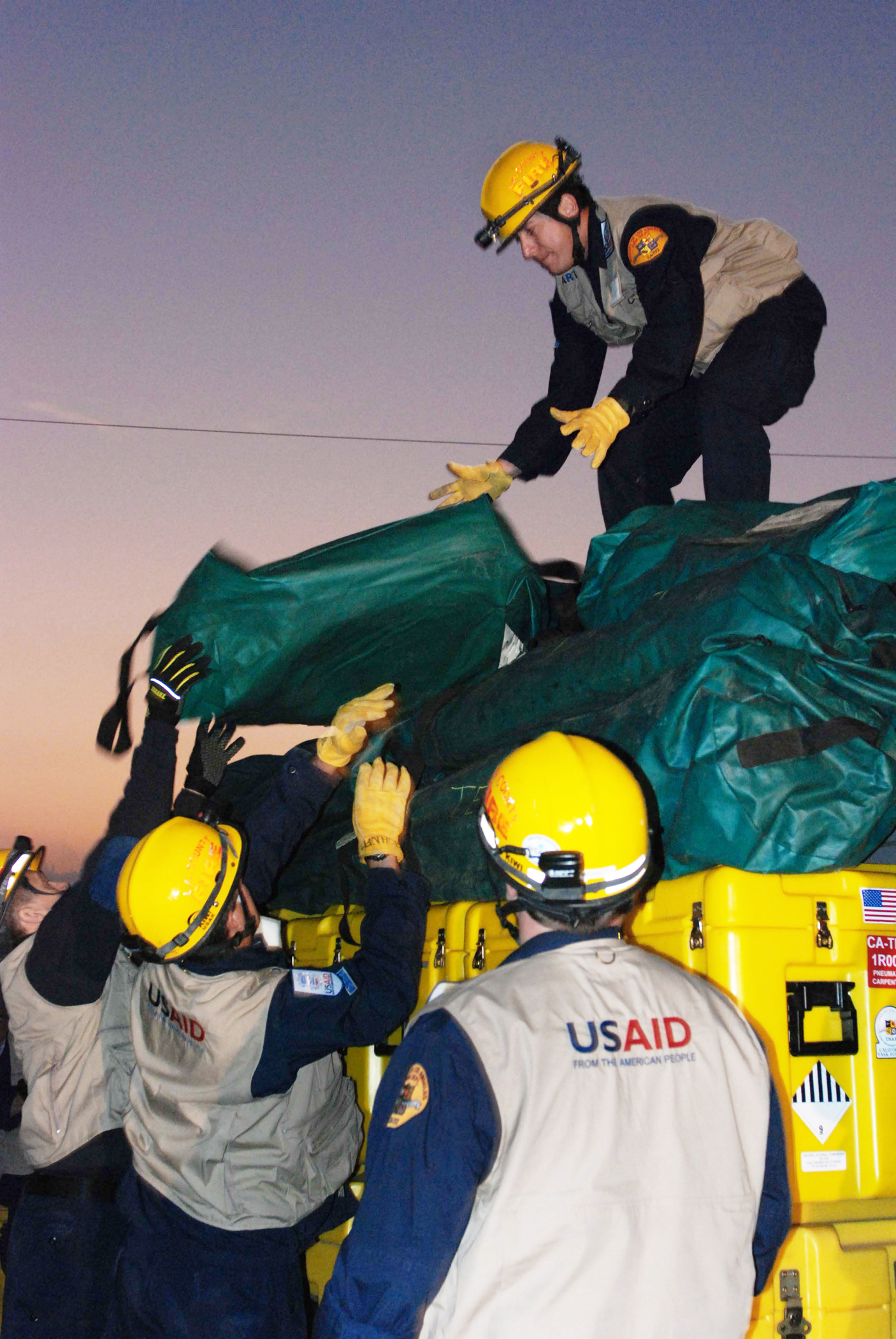
Les agents de l’USAID se préparant pour partir vers Haïti, le 13 janvier 2010.

- plusieurs cadres du gouvernement sont décédés ou portés disparus ;
- le représentant spécial du Secrétaire général des Nations unies, le Tunisien Hédi Annabi est mort ainsi que son adjoint, le Brésilien Luiz Carlos da Costa[40]. La Gendarmerie royale du Canada a par ailleurs annoncé le décès du commissaire intérimaire des opérations de la mission des Nations unies pour la stabilisation en Haïti, le surintendant Doug Coates, qui est mort sous les décombres du quartier général de l’ONU[41] ;
- la chef des services logistiques des Nations unies Susan Malcorra indique que 26 employés de l’ONU[42] sont décédés et 56 autres sont blessés, confirmant de précédentes annonces[43]. Le décompte des victimes onusiennes au soir du 16 janvier a été porté à 40 morts et 330 disparus[26]. Finalement, 101 employés de l'ONU ont perdu la vie lors du séisme[44] ;
- le géographe, homme politique et écrivain Georges Anglade est tué, ainsi que son épouse[45]. M. Anglade avait été invité à participer au festival littéraire Étonnants Voyageurs qui devait avoir lieu à Port-au-Prince du 14 au 17 janvier[46] ;
- le linguiste et doyen de la Faculté de Linguistique, le professeur Pierre Vernet, mort sous les décombres de l'Université d'État d'Haïti avec ses étudiants ;
- le « pionnier du hip-hop haïtien », Evenson Francis, alias Shacan Lord du groupe Gasoline Clan, est mort dans l’écroulement de son studio d’enregistrement, à l’âge de 31 ans. Il a été enterré derrière un but au stade Delmas de la capitale[47] ;
- le révérend Sam Dixon, de l’UMCOR (en) ;
- l’ex-ministre québécois Serge Marcil, retrouvé le 22 janvier dans les décombres de l’hôtel Montana[48].

## Problèmes logistiques

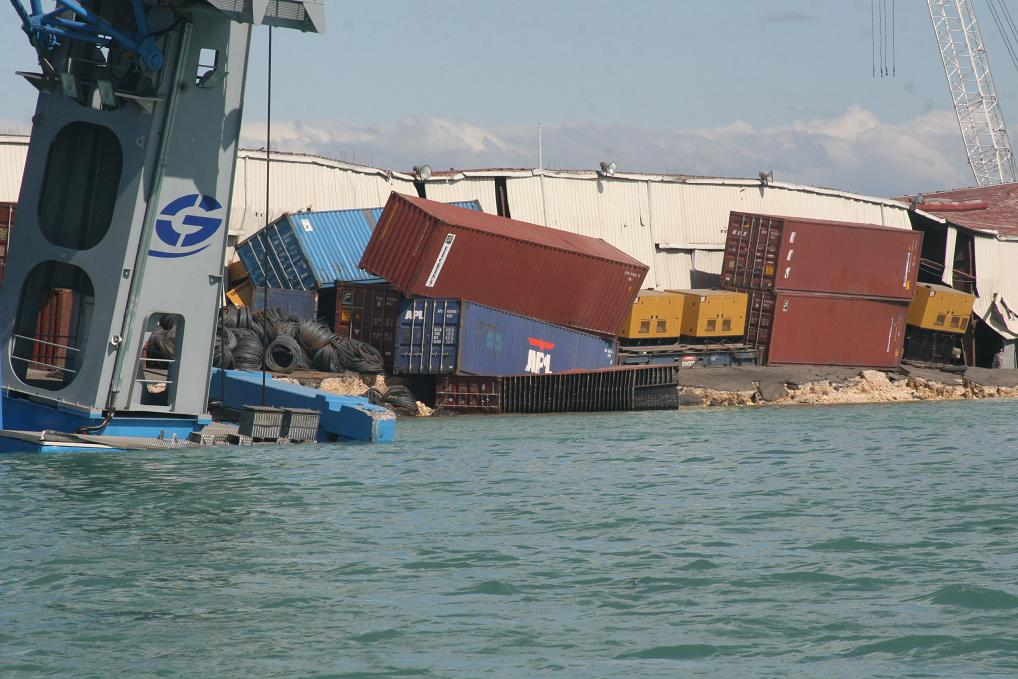
Vue du port de Port-au-Prince le lendemain de la catastrophe sismique.

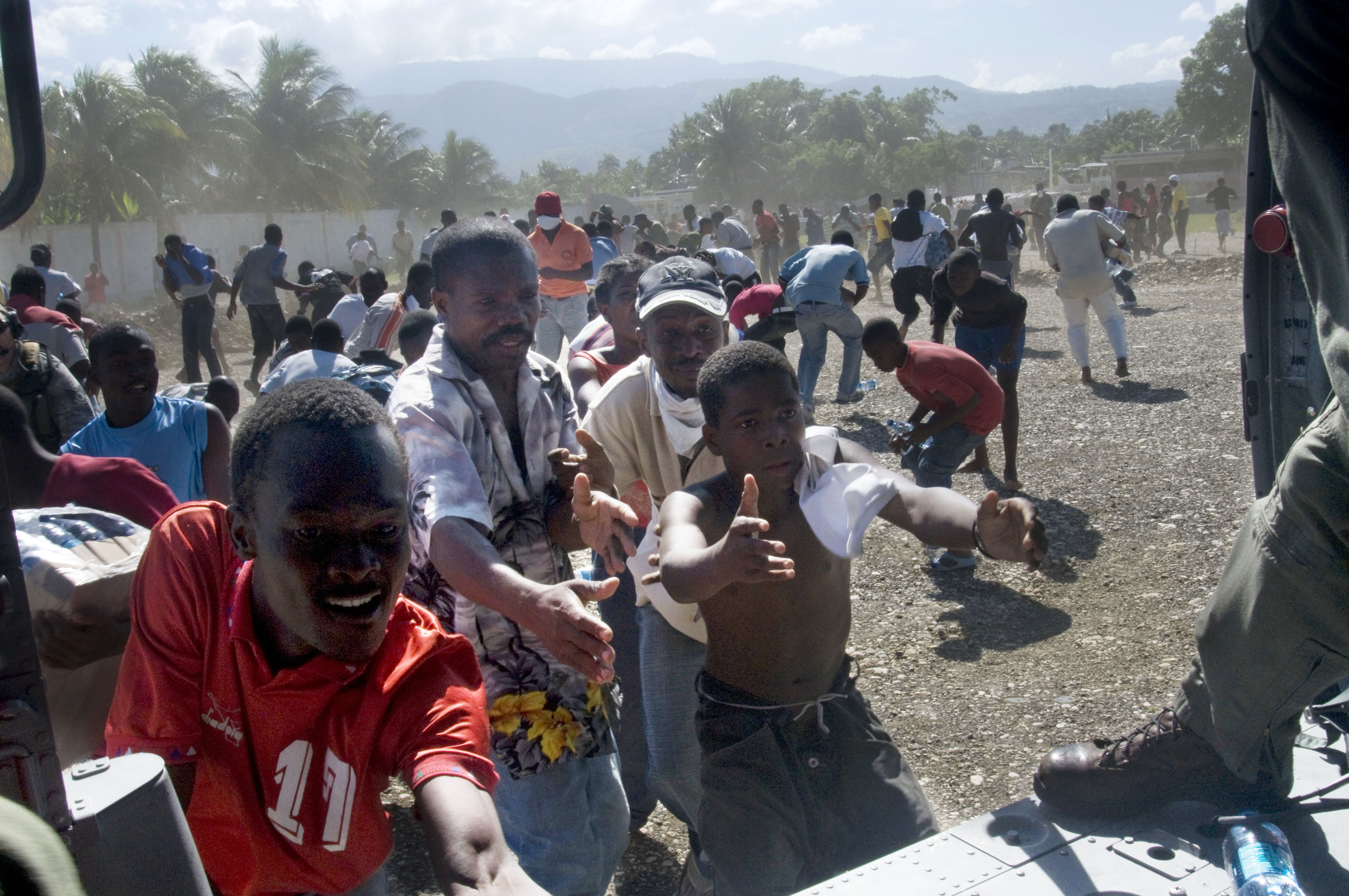
Distribution d’eau aux rescapés depuis un hélicoptère de l’US Navy, le 16 janvier 2010.

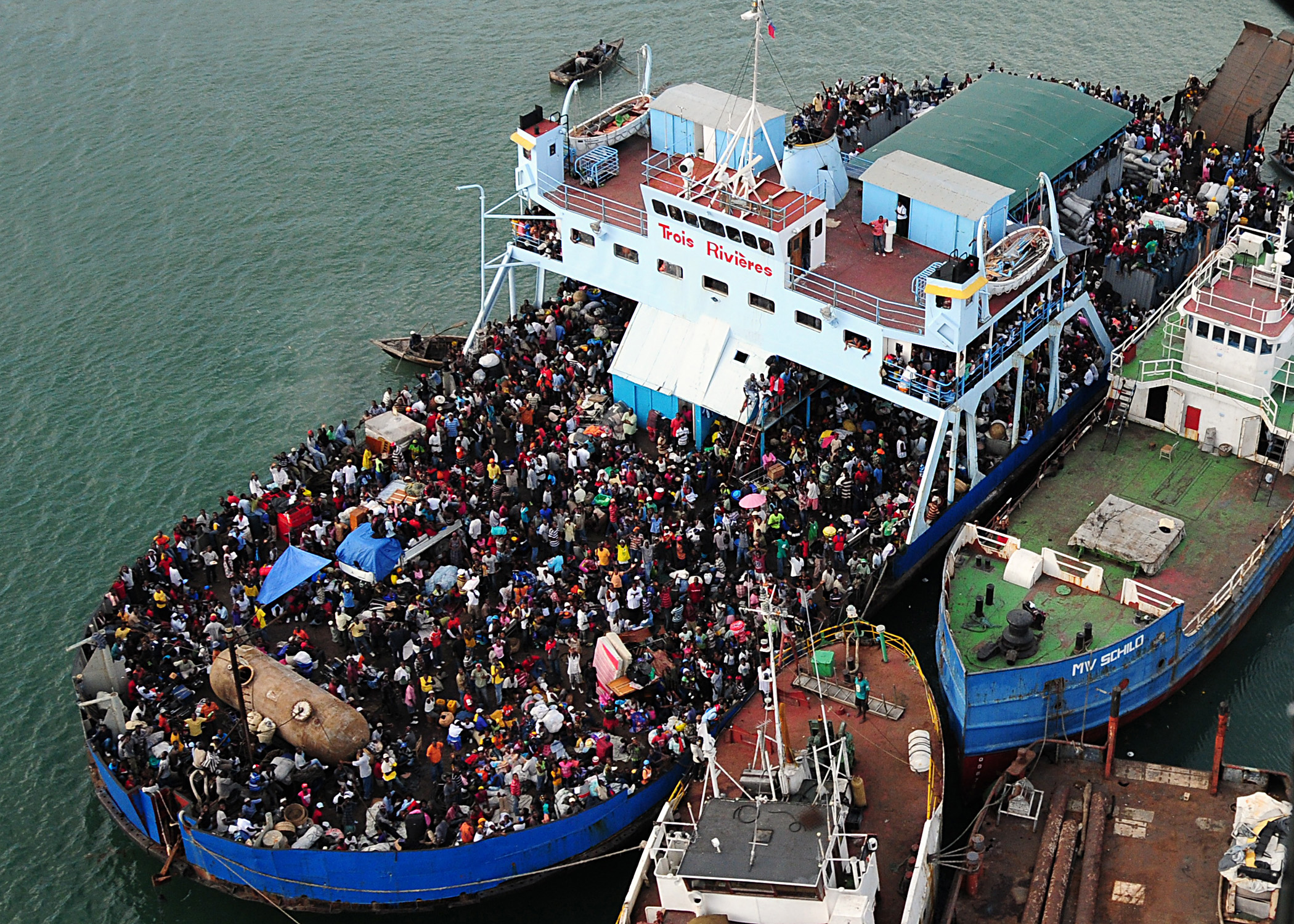
Photo d’un ferry prise le 18 janvier - la succession des répliques, par dizaines depuis le premier choc, amène la population à plus se fier à la mer qu’à la terre pour assurer son salut.

Le séisme a laissé praticable la seule piste de l’aéroport, mais la tour de contrôle a été détruite. Les premiers atterrissages ont donc été contrôlés depuis les aéroports de République dominicaine. Par la suite, une unité avancée des forces américaines a assuré le contrôle aérien depuis le tarmac de l’aéroport, avec des moyens de fortune. Moyens qui ont été renforcés le week-end du 16 janvier par une équipe de la FAA permettant de mettre fin à la ronde d’attente aérienne au-dessus de l’aéroport de Port-au-Prince : l’aéroport est donc depuis la catastrophe de fait administré par l’armée américaine.
Les premiers jours suivant la catastrophe, les avions gros porteurs ne pouvaient atterrir sur la piste. Il fallait donc que leur contenu soit transbordé sur les terrains d’aviation de la République dominicaine, sur des avions de taille plus modeste, permettant leur acheminement via l’aéroport haïtien.
Même dans les semaines suivantes, la saturation de l'aéroport a posé problème : Selon l'unité "protection civile" de la Commission européenne, il y avait au 25 janvier « un retard de 7 jours pour les vols à l'arrivée. Et environ 1 000 avions sont en attente ».
La saturation aérienne étant manifeste, le porte-avions américain Carl Vinson assure dans le golfe la rotation d’une quinzaine d’hélicoptères.
Le port est hors d’usage, et les quatre grues de levage sont inutilisables ; cette situation aggrave les problèmes logistiques rencontrés pour l’acheminement des matériels et des moyens humains de secours.
Sur place, la livraison de l’eau et des aliments de survie est elle-même difficile. La population haïtienne vit usuellement avec deux jours de nourriture d’avance dans les garde-manger ; ses lieux de vie détruits pour leur majorité, son dénuement est quasi total.
Les goulots d’étranglement qui se créent dans les lieux d’acheminement du matériel de secours, de l’eau et des aliments amènent dans les premiers temps une situation paradoxale où des habitants interloqués répondent aux reporters parvenus dans le camp improvisé jouxtant l’aéroport, que les distributions ne sont pas assurées alors que ces mêmes reporters assistent à l’enchaînement des atterrissages. L’ampleur de la catastrophe, non seulement dans la capitale mais également dans les villes voisines, relève d’une problématique d’identification topologique des zones à secourir et de coordination d’ensemble des efforts.
La maîtrise de la situation et de ses enjeux laisse apparaître un vide, là où les structures de l’État, en déliquescence depuis 2004, étaient placées sous la tutelle de la Minustah, organisme de l’ONU ; en effet, cette organisation, présente sur place, d’où auraient pu partir initiatives immédiates de premiers secours a été touchée par le séisme, et son chef de mission fait partie des victimes. De ce fait, Elisabeth Byrs, porte-parole à Genève du Bureau de coordination des affaires humanitaires de l’ONU (Ocha), a déclaré que cette catastrophe était « la pire que les Nations unies avaient dû vivre jusqu’ici ».
La difficulté des transmissions s’illustre également dans les infrastructures routières, par exemple pour relier les villes côtières du département Sud-Est, situé au sud de Port-au-Prince, telle Jacmel, également durement touchée, il faut emprunter une route jonchée de blocs de roche et de troncs d’arbres que seule une moto parvient à éviter.
Au quatrième jour après le tremblement de terre, des réfugiés fuyant Haïti par voie de mer, semblables à des boat people, ont été observés ; images qui évoquent aux commentateurs américains un épisode de fuite des émeutes de 2004 par un trajet de 900 km par bateau jusque la Floride.
Le cumul des urgences et la massification des besoins dans la région de la capitale ont amené une situation où les principaux acteurs délivrant les secours n'ont lancé des missions de reconnaissance sur les zones périphériques tels les villages entourant Jacmel neuf jours après le séisme, alors que Léogâne fut plus vite secourue car mieux accessible.

## Problèmes sanitaires

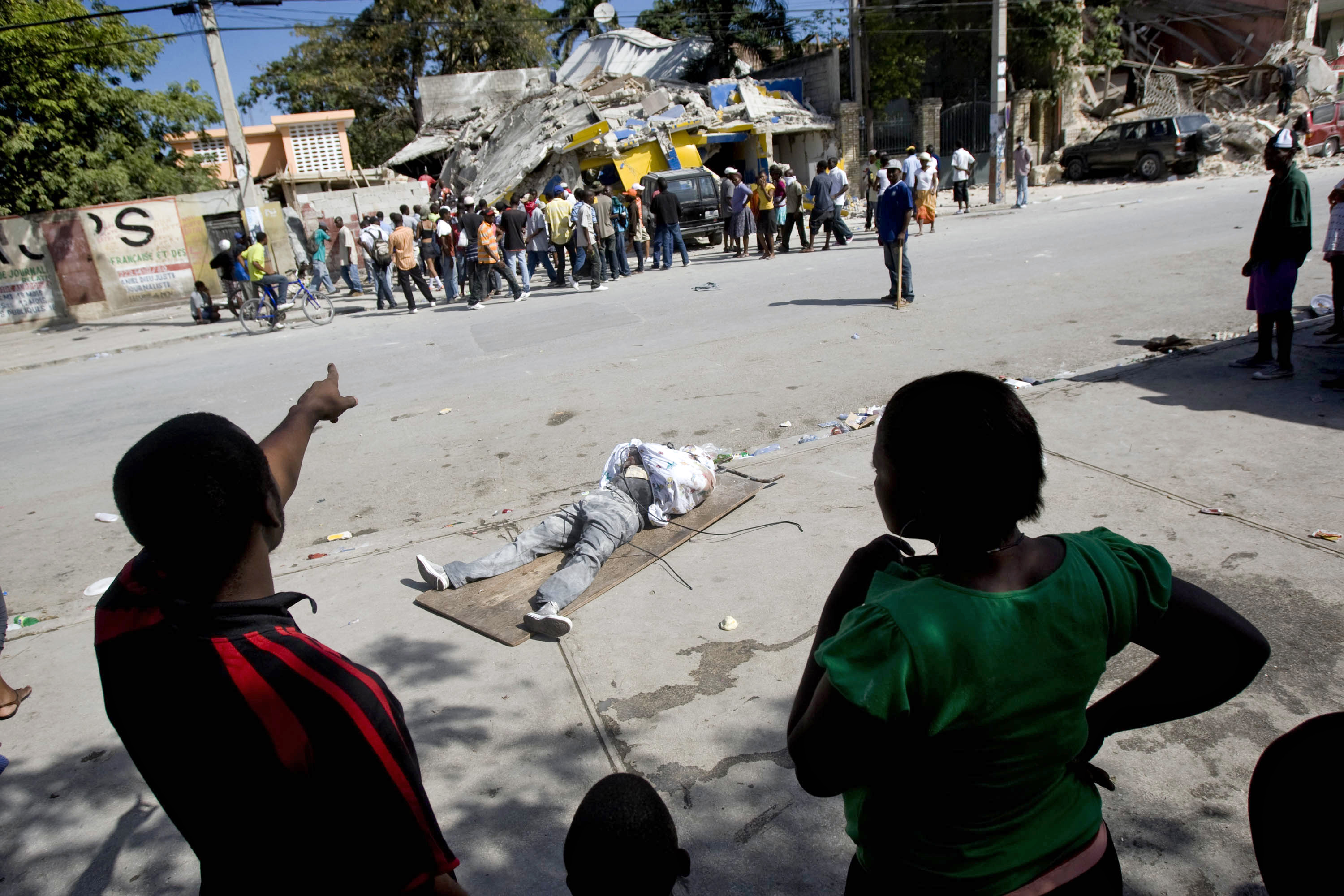
Face à ce cumul d’urgences, difficile de donner un ordre de priorité : la recherche des survivants sous les décombres, s’occuper des morts, ou aider les rescapés?

### Inhumation des corps
Au 6e jour après le séisme, environ 70 000 corps avaient été inhumés, pour la plupart dans des fosses communes.
Ni les morgues ni les cimetières ne disposent d’une capacité suffisante permettant de gérer l’ampleur des pertes humaines enregistrées : dans un premier temps les corps extraits des décombres ont donc été regroupés en ville sur des places ou le long de la voirie. Confrontés aux images télévisées montrant la promiscuité des rescapés et des morts en ville, les commentateurs issus de la diaspora haïtienne, ont déclaré que cette épreuve marquerait longtemps le trauma de la nation.
Un médecin[Qui ?] a précisé que, dans la mesure où la cause du décès était le tremblement de terre, tous ces cadavres n’étaient pas propagateurs d’épidémie.[réf. nécessaire]
Les conditions sanitaires imposent une inhumation en fosse commune, ce qui contrarie les usages en Haïti. Il semble qu’une partie de la population apprécie le suivi d’un rite funéraire afin que les corps soient plongés dans de la glace pendant trois jours avant la mise en bière ; procédé qui est totalement irréalisable dans les conditions du lendemain de la catastrophe. L'impact du séisme et du traitement des morts -notamment en fosses communes et vis-à-vis des rites d'inhumation qui ne purent être effectués- a eu des conséquences techniques (ramassage des corps, mise à l'écart des fosses), mais aussi psychologiques, symboliques et culturelles.
De plus, des prêtres vaudou haïtiens se sont opposés aux procédés d’inhumation en fosse commune, faisant valoir qu’ils ne respectent pas la dignité des  personnes décédées. La personnalité vaudou la plus influente, Max Beauvoir, a même indiqué : « … ce n’est pas dans notre culture d’enterrer les gens de cette manière, il s’agit d’une profanation ».

### Potabilisation de l’eau
L'UNICEF intervient pour la distribution d'eau potable, comme dans le bourg de Fonds-Parisien, situé près de l'étang Saumâtre et de la frontière avec la République dominicaine. À la suite du séisme, Fonds-Parisien accueille un vaste camp de réfugiés venant de Port-au-Prince dont certains espèrent gagner le territoire de la République dominicaine située à quelques kilomètres à l'ouest de Fonds-Parisien. L'UNICEF y gère également un centre de convalescence transfrontalier qui s'occupe des victimes haïtiennes du séisme grâce à une assistance médicale urgente.

### Assistance alimentaire
Les aliments de base tels que le riz ne peuvent pas être envisagés pour nourrir la population, qui a perdu les moyens usuels de le cuisiner avec la destruction des lieux de vie. L’approvisionnement prodigué par l’aide humanitaire a donc privilégié des rations alimentaires compactes apportant le nécessaire nutritionnel ; ces rations devraient constituer l’alimentation de la population sinistrée dans les prochaines semaines.

### Propagation d’infections
Une étude britannique publiée le 19 janvier laisse craindre qu’au sein d’une population affaiblie le paludisme ne se développe plus que d’ordinaire ; une propagation de la dysenterie, la rougeole, la tuberculose ou la grippe n’est pas non plus à exclure.
En mars 2009, l’UNICEF et l’OMS avaient effectué sur place une campagne de vaccination portant sur un million de personnes, mères et enfants ; vaccination contre la rougeole, les oreillons, la rubéole, la poliomyélite, la diphtérie, la coqueluche et le tétanos. Les bénéfices de cette campagne devraient être un facteur atténuant les épidémies liées à une infection de l’eau dans les camps de réfugiés.
En octobre 2010, une épidémie de choléra apparaît dans le pays à la suite des dégradations des conditions sanitaires dues au séisme, et tue en un an plus de 5 000 personnes.

## Problèmes sécuritaires

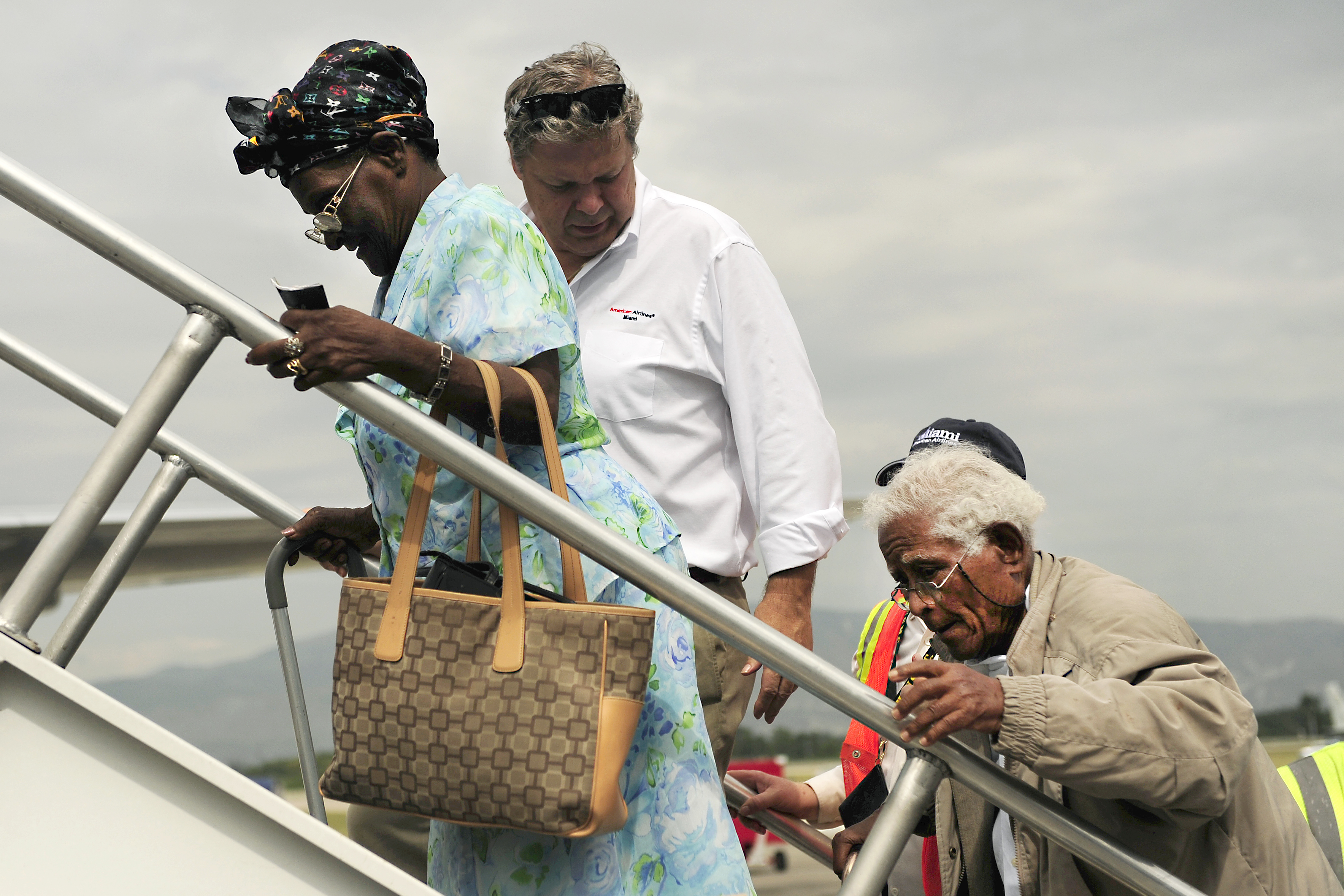
Évacuation vers les États-Unis, par la seule piste restée opérationnelle de l'aéroport, dans le cadre de l'opération Unified Response.

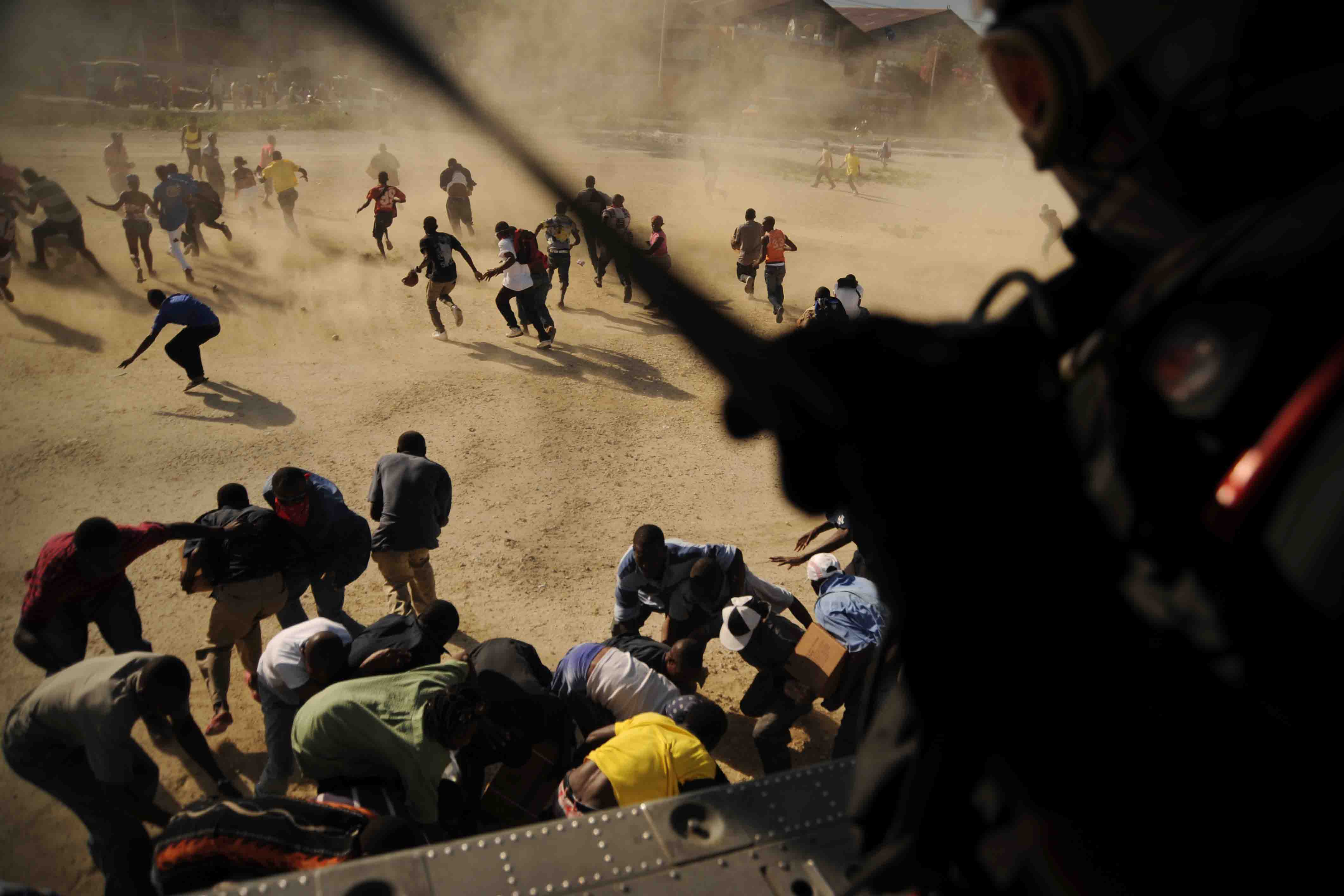
Livraison de packs alimentaires d’urgence par les hélicoptères américains provenant du porte-avions Carl Vinson, le 17 janvier.

La catastrophe intervient dans un contexte d’affaiblissement récent de l’État haïtien, confronté à une crise sociale et politique en 2004, assorti d’une série de catastrophes naturelles qui ont frappé l’île en 2008 : la tempête tropicale Fay, et les ouragans Gustav, Hanna et Ike. Des émeutes sont fréquentes, et le caractère déstabilisant et soudain du séisme inquiète les autorités du pays et les instances internationales qui organisent la mise en place des secours, États-Unis et ONU en tête.
Les moyens de l’État pour faire face à l’évènement sont d’autant plus limités que Haïti figure à la 149e place (sur 182) dans l’indice de développement humain
C’est la raison pour laquelle un important détachement de forces militaires a été déployé sur le terrain pour appuyer et sécuriser la délivrance de l’aide humanitaire et empêcher les débordements.
Depuis 2004, cette mission de stabilisation incombait à la Minustah, dont la chaîne de commandement s’est retrouvée décapitée au lendemain du séisme ; cette dernière avait mené des opérations visant à mettre fin aux activités des bandes armées, en coordination avec le gouvernement haïtien. Dotée de nouveaux moyens depuis la catastrophe, par les renforts de l’ONU et l’armée américaine, le chef par intérim de la mission annonce que ses équipes sont « débordées » mais que la « situation sécuritaire est sous contrôle ».
De surcroît, le pénitencier central de Port-au-Prince a subi des dommages et ses gardiens ont cessé leur surveillance, entraînant une libération de fait d’environ 3 000 détenus de droit commun dans la capitale dévastée, dont, semble-t-il des caïds des gangs du bidonville de cité Soleil détenus depuis 2007. Des scènes de pillages montrant des malfrats équipés de machettes ont été diffusées dans les médias télévisés ; cette situation entraîne dans un premier temps la livraison des secours par hélicoptère, ce qui a occasionné des débuts d’émeutes, puis, pour les secouristes, à n’organiser la livraison de l’aide humanitaire que moyennant la sécurisation préalable de leur intervention.
Les secouristes internationaux rapportent avoir l’impression d’intervenir dans un climat d’émeute. Ainsi, l’ONG Comité de secours internationaux (COSI), provenant de l’Ardèche, qui a essuyé des tirs le 20 janvier, a remercié les forces de sécurité de l’armée brésilienne qui l’ont tiré d’affaire et a annoncé son retrait opérationnel.
Le premier ministre haïtien Jean-Max Bellerive déclare qu'un autre gros problème que l'île rencontre est le trafic illégal d'enfants, les orphelins étant vulnérables et susceptibles de devenir par exemple des esclaves sexuels. Le premier ministre dit avoir aussi reçu des rapports concernant le trafic d'organes humains, que ce soit ceux d'enfants ou d'adultes.

## Aide internationale

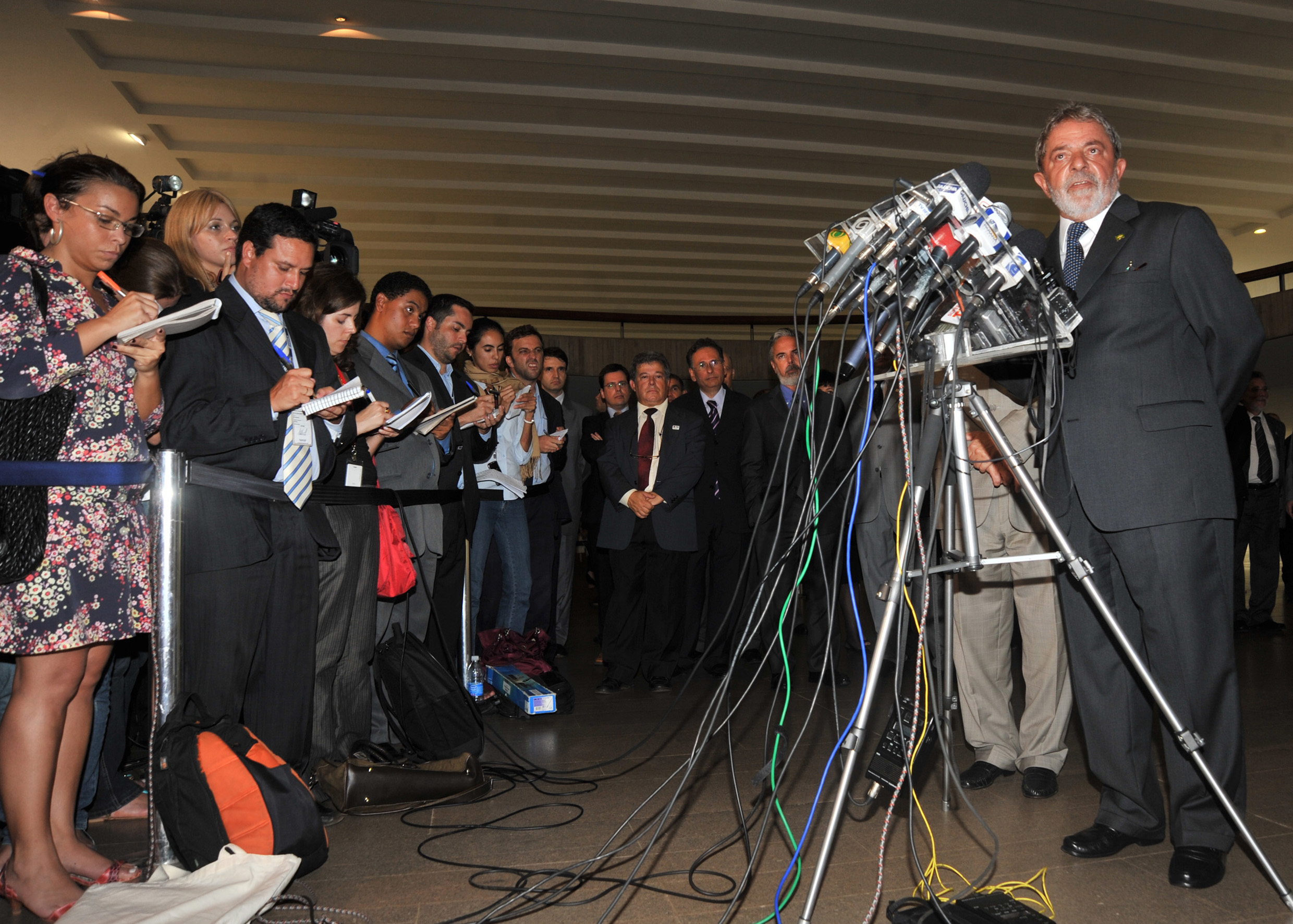
Le président brésilien Lula donne une conférence de presse, après avoir eu un entretien avec le président Barack Obama pour coordonner les efforts.

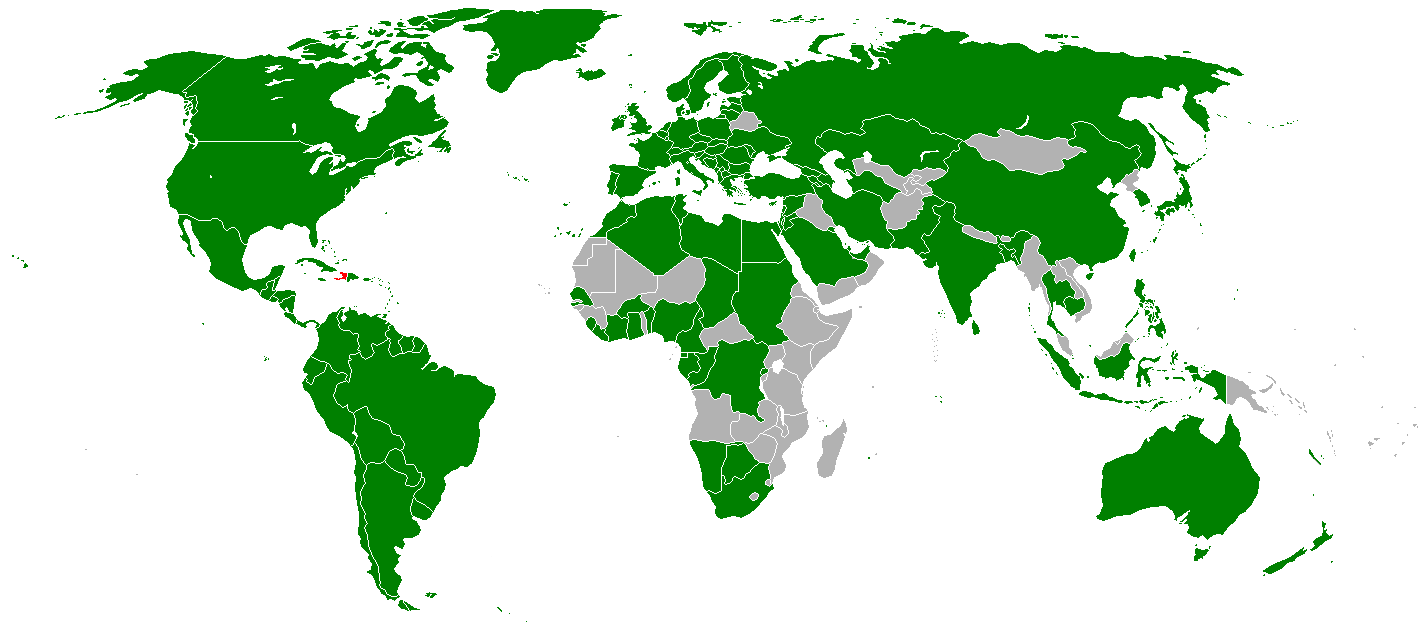
Pays aidant financièrement Haïti.

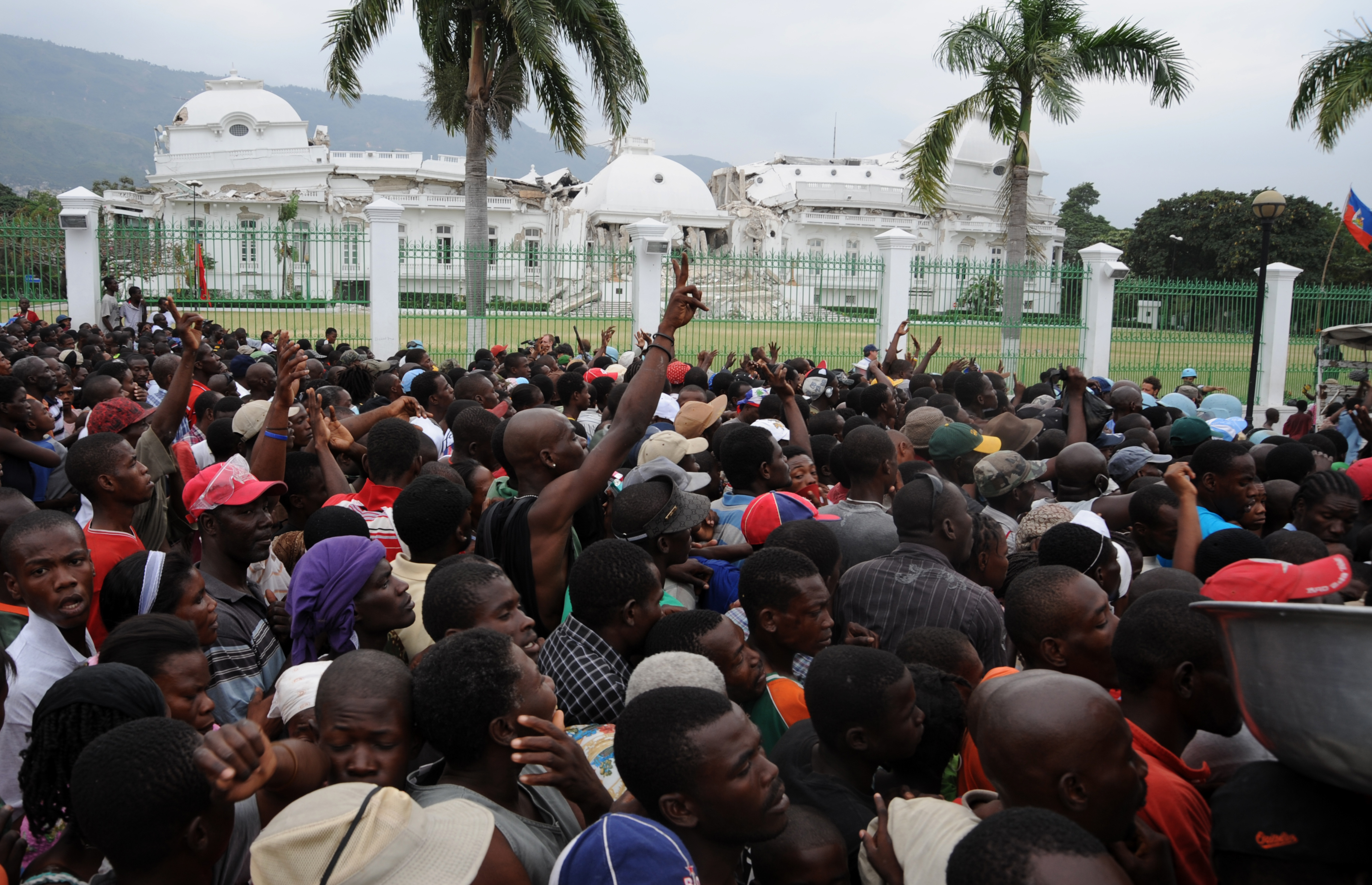
Distribution de nourriture devant le Palais présidentiel détruit à Port-au-Prince.

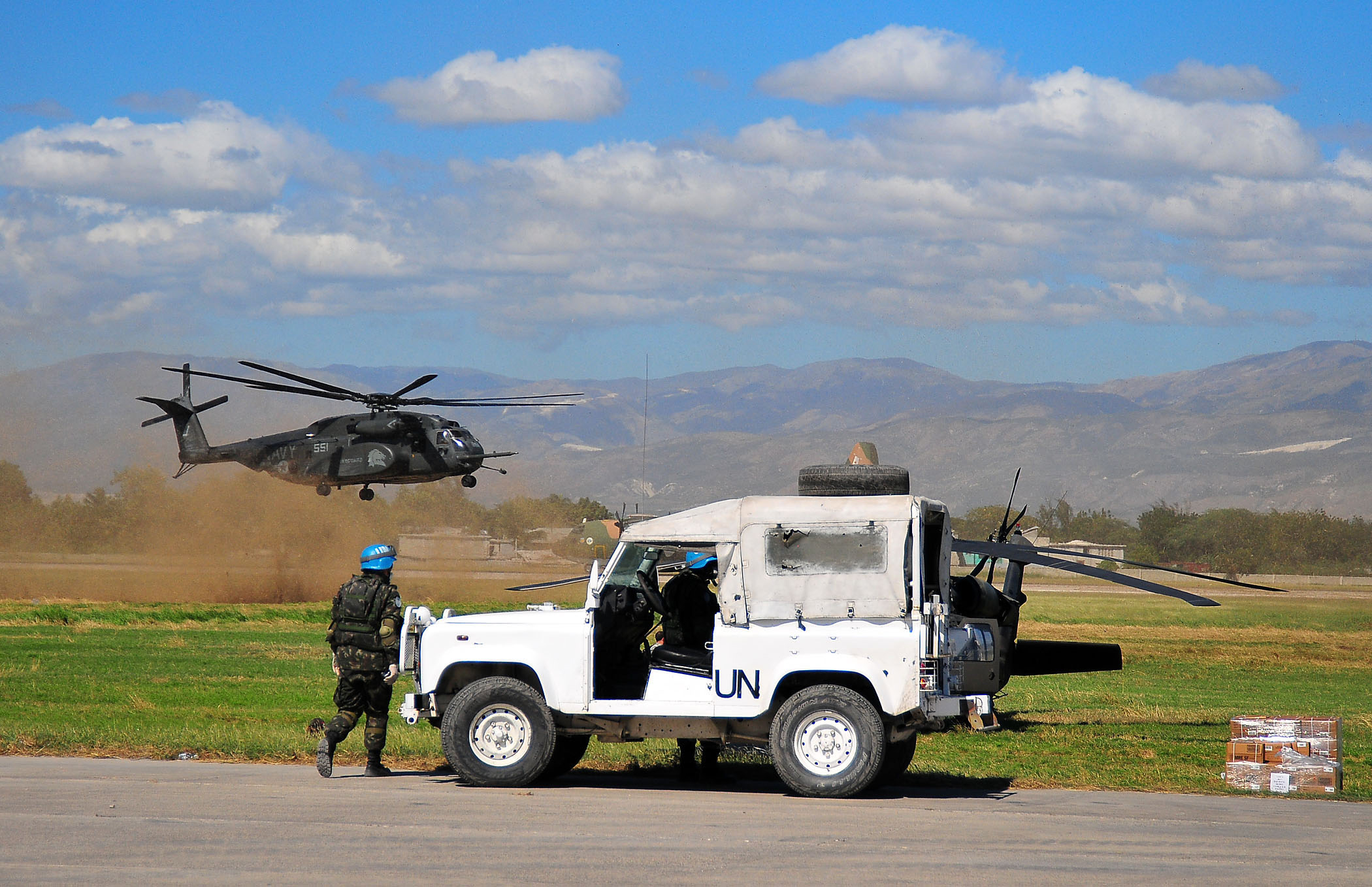
Déploiement de moyens de l'ONU et de l'US Navy à Port-au-Prince, le 16 janvier 2010.

Plusieurs pays, grandes sociétés mondiales et célébrités ont fait de nombreux dons pour aider le peuple haïtien. Ce sont aussi des centaines de milliers de micro-dons qui ont été faits. En effet, les habitants des États-Unis qui le voulaient pouvaient donner de l’argent en envoyant un texto "Haiti" au numéro 90999. Une somme de 10 dollars américains était alors prélevée de leur compte et acheminée par un organisme centralisateur, mGive vers Haïti, via la Croix-Rouge. Une somme de deux millions de dollars a ainsi été récoltée dès le premier soir, somme qui allait atteindre cinq millions de dollars le lendemain. C’était la première fois qu’une campagne de dons de cette nature était organisée. De fait, l’ensemble des donations par téléphone pour 2009 totalise quatre millions de dollars, soit moins que pour ces seuls deux jours de donations. Une autre campagne, similaire, a été organisée par le chanteur Wyclef Jean via le réseau Twitter en textant « YELE » au numéro 501501. Ce sont environ 500 000 donations qui proviennent d’une source qui jusque-là donnait traditionnellement peu ou pas : les jeunes, comme le déclare un porte-parole de Verizon.
Pour sa part le roi du Maroc, Mohammed VI, a donné 1 million de dollars et 15 tonnes d’aliments et des médicaments. L’aide marocaine a été embarquée dans un cargo qui a quitté le Maroc à destination d’Haïti, le 16 janvier 2010.
Le Tchad, malgré sa pauvreté, a pour sa part donné 1 million de dollars.
Le dalaï lama a donné 100 000 francs suisses.
La médiatisation extrême du phénomène, compte tenu de son ampleur, a amené le FBI via son site web à émettre une alerte concernant les faux sites proposant au public de collecter des dons.
Compte tenu de l’état des structures du gouvernement haïtien, l’administration de cette aide relève de l’ingérence humanitaire. Cet aspect critique tenant compte des intérêts des nations venant au secours d’Haïti est développée par Peter Hallward, dans un article du Guardian, Tracy Kidder, dans le New York Times, et Berthony Dupont, éditorialiste d’Haïti Liberté, journal basé à New York.
Le 23 janvier 2010, le gouvernement haïtien annonce la fin des opérations de sauvetage ; malgré cette annonce des secouristes continuent encore à chercher des survivants dans les décombres.
Au total, ce sont plus de 1,2 milliard de dollars de promesses de dons qui auront été enregistrées au 19.01.2010, puis 7,8 milliards de dollars en juin 2010 et 9,9 milliards de dollars en novembre 2010. Soit un montant équivalent à 6 600 dollars (environ 4 900 euros) pour chacun des 1,5 million de sans abris, ou encore de 1 010 dollars (environ 740 euros) par habitant de Haïti ou encore de 11 300 dollars (environ 8 300 euros) par habitant de la capitale Port-au-Prince, principalement touchée par le séisme. Fin octobre 2010 (soit 10 mois après la catastrophe), environ 4 milliards de dollars avaient été utilisés par les centaines d'organisations non gouvernementales, avec des résultats mitigés.

### Comité international de la Croix-Rouge
Dès le 12 janvier, le CICR, présent de façon permanente en Haïti depuis 1994, s'est employé à secourir les innombrables victimes de cette catastrophe, en étroite coopération avec ses partenaires du Mouvement international Croix-Rouge Croissant-Rouge, en particulier avec la Croix-Rouge haïtienne et la Fédération internationale des Sociétés de la Croix-Rouge et du Croissant-Rouge.

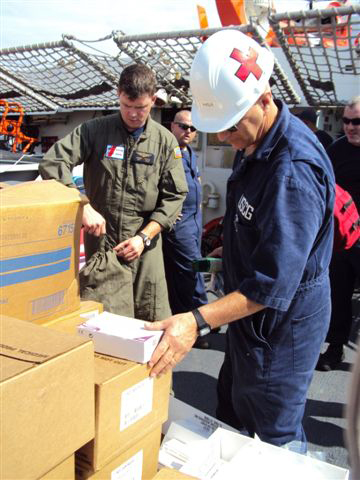
Un officier de l’US Coast Guard vérifie le matériel médical à Port-au-Prince, le 15 janvier 2010.

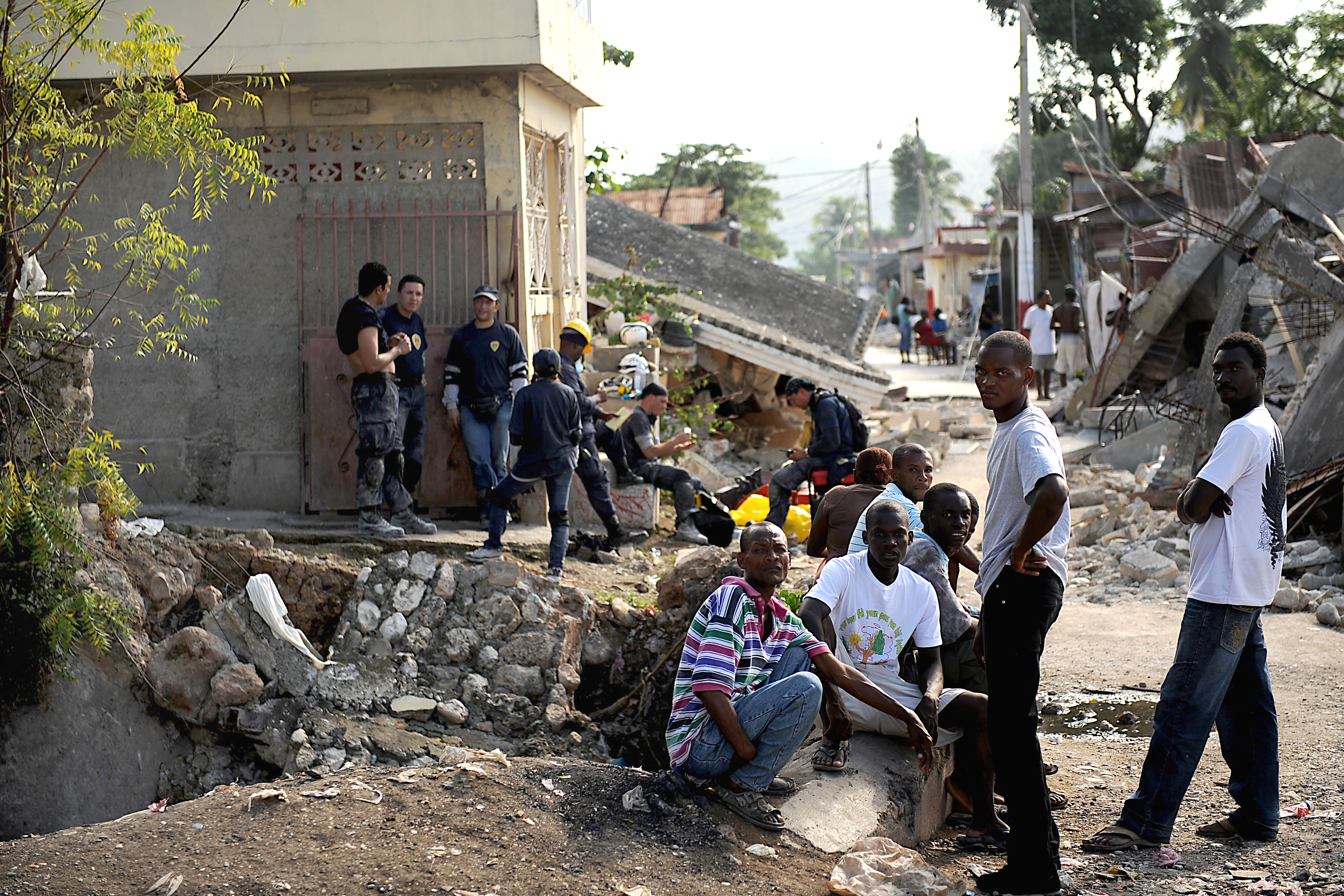
Habitants de Jacmel parmi les ruines de la ville, photo prise le 17 janvier.

13 janvier : Le Comité international de la Croix-Rouge a mis en place un site Web spécial pour aider des milliers de personnes en Haïti et à l’étranger à rétablir le contact avec leurs proches. Le site permet à des personnes se trouvant aussi bien en Haïti qu'à l'étranger d'enregistrer le nom des membres de leur famille qu'elles cherchent à contacter. Il contiendra progressivement des informations permettant de répondre à ces demandes.
14 janvier : Deux avions sont partis pour Port-au-Prince transportant des spécialistes pour renforcer les équipes déjà à l’œuvre sur place, ainsi que 40 tonnes de secours d’urgence (principalement des articles médicaux).
15 janvier : Des médicaments et du matériel médical ont été distribués à cinq grands hôpitaux et dispensaires, ainsi qu’à des plus petites structures médicales mises en place par des médecins locaux dans les quartiers où l’on recense une forte concentration de rescapés. Le CICR se prépare à l’arrivée de plusieurs unités d’intervention d’urgence dépêchées par les Sociétés de la Croix-Rouge du monde entier.
16 janvier : Des spécialistes des situations de catastrophe du CICR ont évalué la capacité des principales structures médicales de la capitale, les infrastructures d’approvisionnement en eau et d'assainissement du quartier de Cité Soleil, et les besoins d'assistance des personnes installées dans des camps de fortune. Les équipes du CICR ont également continué à distribuer des secours non alimentaires à plusieurs hôpitaux et lieux de détention.
17 janvier : La première des trois grandes unités d’intervention d’urgence de la Croix-Rouge et du Croissant-Rouge est arrivée sur l’île. Elle est conçue pour fournir des soins de santé de base à 30 000 personnes.
Le CICR a également lancé une opération de transport d’eau par camions dans le quartier de Delmas, qui a permis d’approvisionner en eau potable quelque 1 000 personnes installées dans un camp de fortune. Des latrines ont également été mises en place dans ce quartier.
Les délégués du CICR ont visité plusieurs lieux de détention à Port-au-Prince afin d’évaluer les besoins des détenus.
18 janvier : Le CICR a approvisionné en eau potable quelque 7 500 survivants, fourni des secours à la Croix-Rouge haïtienne destinés à dix postes de premiers secours qui pourront dispenser des soins médicaux de base à des milliers de personnes et a aussi fourni plus de 500 sacs mortuaires.
Par ailleurs, les délégués du CICR ont visité plusieurs lieux de détention à Port-au-Prince afin d’évaluer les besoins.
4 mars: Sept semaines après le tremblement de terre, le CICR continue de répondre aux besoins vitaux de la population dans de nombreuses zones dévastées tout en reprenant son rôle traditionnel dans le pays.

### Autres associations et organismes caritatifs
D'autres organismes et associations interviennent dans l'urgence, depuis le tremblement de terre, pour parer aux nombreuses attentes des victimes, sous forme d'aide multiforme. Parmi ces organismes, il y a des institutions haïtiennes parmi lesquelles l'Institut de technologie et d’animation, le Conseil national de financement populaire, la Fondation pour le développement du tourisme alternatif en Haïti (FONDTAH); ainsi que des associations françaises telles que Handicap International, Aide et action, Médecins du monde sans oublier l'action de l'Unicef et celle du Programme alimentaire mondial qui gère une plateforme logistique avec Handicap international.
L'association Handicap international a contribué à la mise en place d'un centre d'appareillage, proposant des prothèses d'urgence. L'association a réalisé près de 1 500 appareillages de personnes amputées ou blessées à la suite du tremblement de terre. Dans ce contexte, les kinésithérapeutes de Handicap international ont également assuré des milliers de séances de réadaptation.
ALIMA « The Alliance for International Medical Action », intervient sur place dès le lendemain du tremblement de terre. En partenariat avec l'ONG française La chaîne de l'espoir, ALIMA mène une première évaluation des besoins en ressources médicales et fournit un soutien logistique, technique et opérationnelle à la Clinique privée Lambert de Port-au-Prince pour permettre à plus de 1 500 blessés de recevoir une intervention chirurgicale.

### Reconstruction

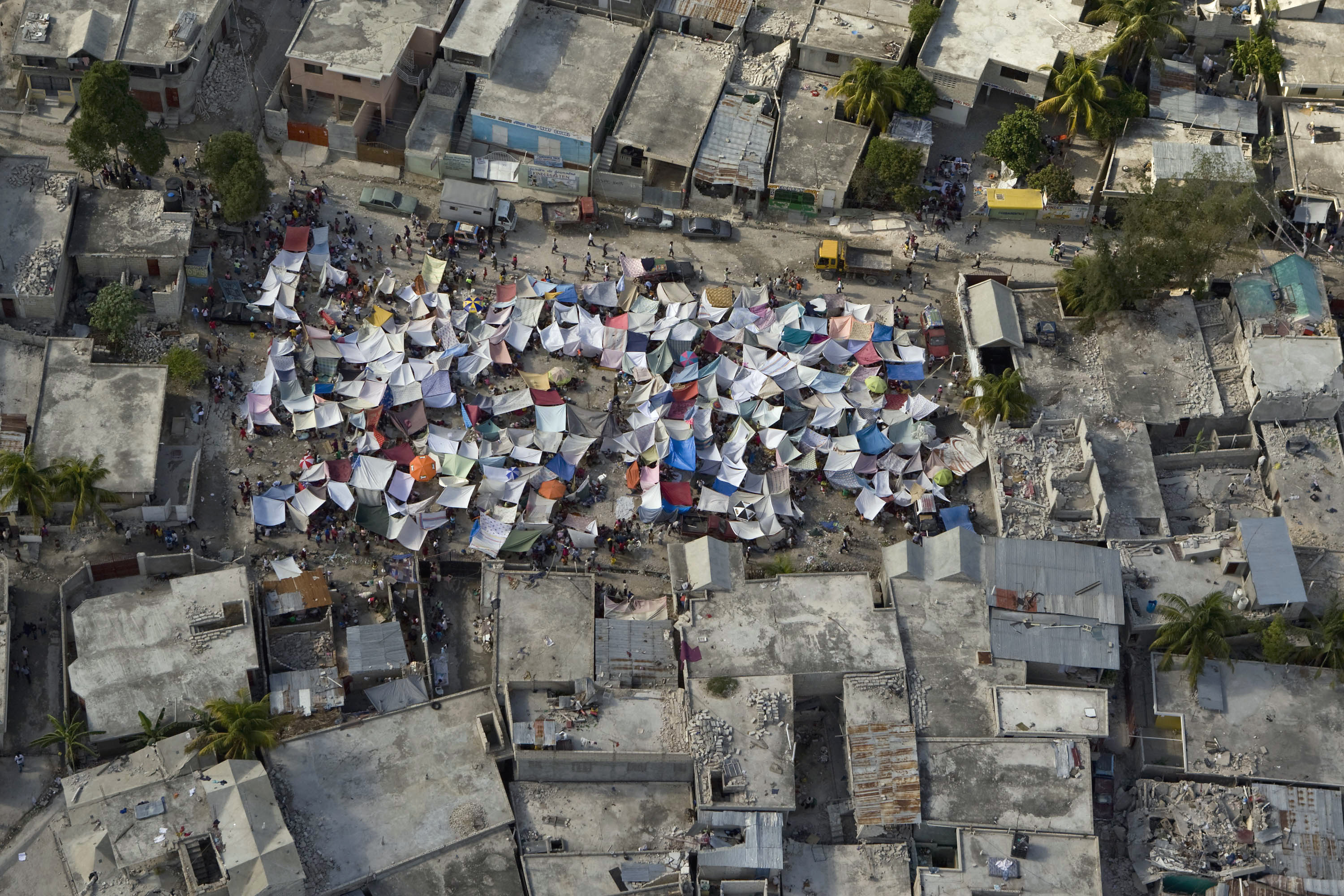
Campement de tentes de fortune sur une place de Port-au-Prince.

Dès les premières heures, le séisme fait l’objet d’un traitement médiatique intense. Les médias internationaux ont relayé les faits concernant les destructions matérielles. Haïti est en poussière. Toute la ville est détruite et il va falloir une reconstruction parasismique. L’ampleur des dommages engendrés par le tremblement de terre sont énormes. La population cherche des solutions à un phénomène peu compris par la masse populaire. Ils savent qu’il va falloir reconstruire mais ne savent pas encore avec quels fonds.
Le ministre canadien des Affaires étrangères, Lawrence Cannon, a annoncé la tenue d’une conférence de 16 pays « amis d’Haïti », le 25 janvier à Montréal. La Conférence de Montréal sur Haïti a regroupé, outre le Canada, les États-Unis, le Mexique et plusieurs pays d’Amérique centrale et du Sud. Le premier ministre haïtien, Jean-Max Bellerive, a aussi assisté à la rencontre. De son côté, l’Union européenne devrait annoncer le 18 janvier un programme de l’ordre de 100 millions d’euros. Elle lancera également un appel à une « conférence internationale » pour la reconstruction, sous les auspices de l’ONU et de la Banque mondiale. La France a également mis en place beaucoup d'aides (à préciser).
Quelques mois après l’événement, la pression humanitaire a commencé à se relâcher et les débats sur le futur processus de reconstruction ont concentré l’attention des médias. On commence à avoir différentes interrogations qui inquiètent les sans-abris à force d’attendre et de venir sous les tentes. Les acteurs internationaux et les autorités locales ont proposé et négocié les différentes modalités du relèvement du pays, faisant de la question du logement un enjeu central dans les discussions
L'objectif principal, par suite de l'arrêt des opérations de recherche de rescapés, est à présent de reconstruire le pays, ce qui risque de durer au minimum une dizaine d'années à la suite des énormes dégâts provoqués par le tremblement de terre.
Le 18 février 2010, l’ONU lance un appel de fonds de 1,44 milliard de dollars afin d’aider à la reconstruction du pays. Le président haïtien René Préval a annoncé que la reconstruction de Port-au-Prince était estimée entre 8 et 14 milliards de dollars.Dans cette somme, on retrouve surtout les bâtiments publics dont la plupart s’est effondrée. La population dont la confiance est limitée envers ces dirigeants régit mal à cette déclaration. L’annonce de ce fond pour la reconstruction soulève une vague d’inquiétude qui se manifeste par des protestations dans les médias. En effet, la catastrophe a frappé un milieu urbain subissant déjà une crise de l’habitat. La capitale du pays, Port‑au‑Prince avait déjà une inquiétude en rapport à la surpopulation et la superposition complexe du bâti et des bidonvilles. Les habitants des bidonvilles qui ont maintenant envahis les rues, les grands espaces vides, les transformant en abris provisoire, exigent une implication plus profonde des fonds dans la reconstruction de leurs habitats.
Finalement seul 1 % du 1,4 milliard récolté iront aux Haïtiens. Les États-Unis de Bill Clinton ont été accusés d'avoir utilisé l'argent pour leur propre pays et des sous-traitants du bâtiment se sont enrichis personnellement, ainsi que des dirigeants d'ONG. Deux ans après le séisme, rien n'avait été reconstruit, mis à part des immeubles pour leur propre entreprise.

## Réactions

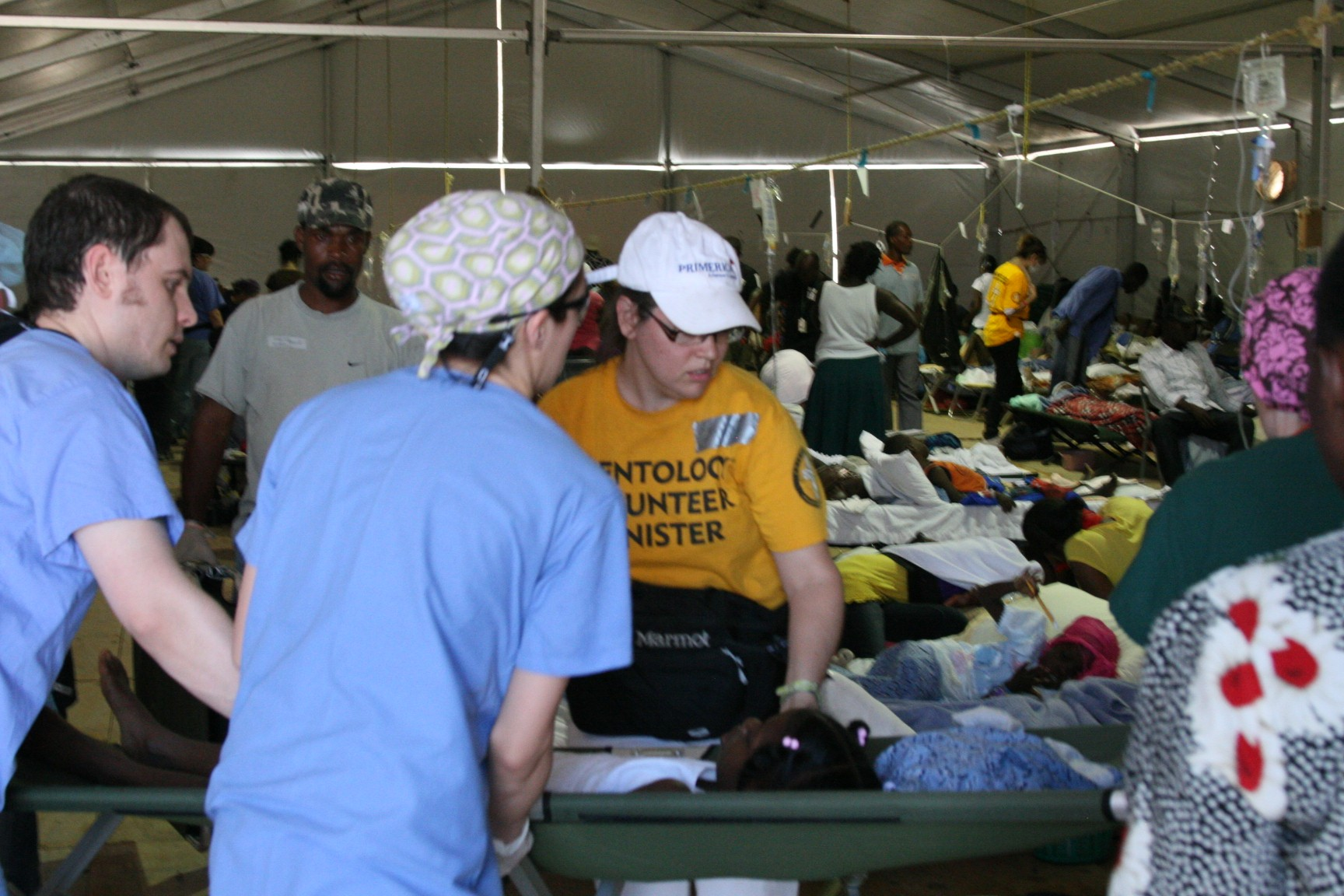
Volontaires de l'église de scientologie à l'œuvre en Haïti en 2010. L'activisme opportun des sectes auprès des personnes indigentes, apportant visibilité et susceptible de susciter des adhésions, est comparable aux démarchages observés pendant l'été suivant les émeutes de 2005 dans les banlieues françaises.
Photo prise le 12 février 2010.

Les premiers secours arrivés sur le territoire haïtien sont les Français, dès le 13, et par la suite les Américains le 14.
À Jacmel ; sud est d'Haïti ; les secours sont arrivés 6 jours après le séisme constitués d'une équipe de sapeurs pompiers colombiens et des secouristes français de diverses ONG (Corps Mondial de secours, PUI, FAUSI, DASUD) avec 1 binôme cynophile constitué d'un chien de recherche en décombres pour les équipes françaises appartenant au Corps mondial de Secours qui a détecté lors du premier jour des opérations de recherche un bébé alors âgé de 23 jours.
À Montréal, au Québec, qui est un important centre de la diaspora haïtienne, le tremblement de terre du 12 janvier a semé le désespoir. Des groupes d’entraide et des cellules de crise psychologique ont été mis en masse afin d’aider la communauté à traverser la crise.
Par ailleurs, au moins trois spectacles bénéfice ont été organisés, en plus d’un téléthon intitulé Ensemble pour Haïti animé par le comédien et chanteur Luck Mervil ainsi que l’animatrice France Beaudoin. Ce téléthon de deux heures et trente minutes a été diffusé sur les ondes de nombreux réseaux de télévision québécois, dont TVA, Radio-Canada, Télé-Québec, V, LCN, MusiquePlus, MusiMax et TV5 Québec Canada. Le spectacle était aussi retransmis en simultané sur les stations de radio Espace Musique, NRJ, Rock Détente, Boom FM et celles de Corus Québec (à l’exception de CKAC et de Info 690) le 22 janvier 2010,. Ensemble pour Haïti a permis de récolter plus de 6 650 000 dollars canadiens au Québec.
Les 3 principaux réseaux anglophones canadiens regroupant CBC, CTV et Global ont organisé vendredi 22 janvier 2010 à 19 heures (heure de l'Est) en direct de Toronto un téléthon intitulé Canada for Haiti (Canada pour Haïti en français) animé par Cheryl Hickey, Ben Mulroney et George Stroumboulopoulos. Ce téléthon d'une durée d'une heure a été suivi ou précédé selon les fuseaux horaires canadiens par le téléthon américain Hope for Haiti (Espoir pour Haïti en français) sur CBC, CTV, Global, Citytv, MTV (Canada), MuchMusic et National Geographic Channel, ainsi que sur la radio CBC Radio 2. Les chanteurs tels que Nelly Furtado, K'Naan, Metric et Tragically Hip ont participé. Plusieurs personnalités telles que la Gouverneure générale du Canada, Michaëlle Jean et le Premier ministre du Canada, Stephen Harper, Wayne Gretzky, Craig Kielburger, Mike Holmes, Steve Nash, Alex Trebek, des acteurs tels que Brent Butt, Michael J. Fox, Rachelle Lefevre, Joshua Jackson, Pamela Anderson, Eugene Levy, Tom Jackson, Will Arnett, Sandra Oh, Rick Mercer, Rachel McAdams, Ryan Reynolds et William Shatner, des réalisateurs tels que James Cameron, Jason Reitman et Norman Jewison et des chanteurs et musiciens tels que Barenaked Ladies, Justin Bieber, Measha Brueggergosman, Céline Dion, Hugh Dillon, David Foster, Geddy Lee, Chantal Krevaziuk, Raine Maida, Sarah McLachlan et Simple Plan ont appelé les canadiens à la générosité. Plus de 13,5 millions de dollars canadiens ont été récoltés lors de cet événement au profit des organisations non gouvernementales telles que la Croix-Rouge canadienne, CARE Canada, Free the Children, Aide à l'enfance Canada / Save the Children Canada, Oxfam, Plan Canada, UNICEF et Vision Mondiale / World Vision.
Des représentants de la communauté haïtienne de Montréal se sont par ailleurs déclarés déçus du programme de l’immigration canadienne pour accélérer le traitement des demandes de parrainage de sinistrés haïtiens par des Canadiens d’origine haïtienne. L’ancien ministre canadien de l’immigration, le libéral Denis Coderre, suggère de mettre en place un programme d’accueil temporaire comme dans le cas des boat-people vietnamiens ou des réfugiés de la guerre du Kosovo.

### République dominicaine
La seule frontière terrestre que connaît Haïti est celle qu’elle partage avec la République dominicaine ; l’incident et ses conséquences pour la population haïtienne crée un dilemme pour le gouvernement dominicain, qui craint une invasion de réfugiés dans un contexte où les villes frontalières de République dominicaine ont déjà connu l’expérience d’irréguliers dans leurs faubourgs : « Nous acceptons ceux qui sont blessés et qui ont des papiers. Sans papiers, ils restent à la frontière », explique Biembo Díaz, fonctionnaire de la direction générale des douanes.
Le président Leonel Fernández fut le premier à rendre visite en personne à son voisin sinistré, en rencontrant René Préval, pour lui donner l’assurance que les litiges entre les deux pays n’étaient plus d’actualité. Les hôpitaux dominicains ont pris en charge de nombreux blessés du séisme, les premiers d’entre eux au poste-frontière de Jimaní ; et des camions ont apporté de l’aide par la route, suppléant ainsi à la saturation dont souffre l’aéroport de Port-au-Prince.
En marge des réunions de travail à Montréal consacrées à la Reconstruction d'Haïti, Leonel Fernández a estimé qu'il faudrait consacrer sept milliards d'euros pour redresser le pays voisin compte tenu des dégâts qu'il a constatés.
Peu de temps après le tremblement de terre et à l'âge de 14 ans, Benjamin Bocio a créé une organisation à but non lucratif pour fournir des ressources médicales aux Haïtiens qui ont immigré dans le sud de la République dominicaine,

### Espagne
L'Espagne a envoyé le navire SPS Castilla L-52.

### États-Unis

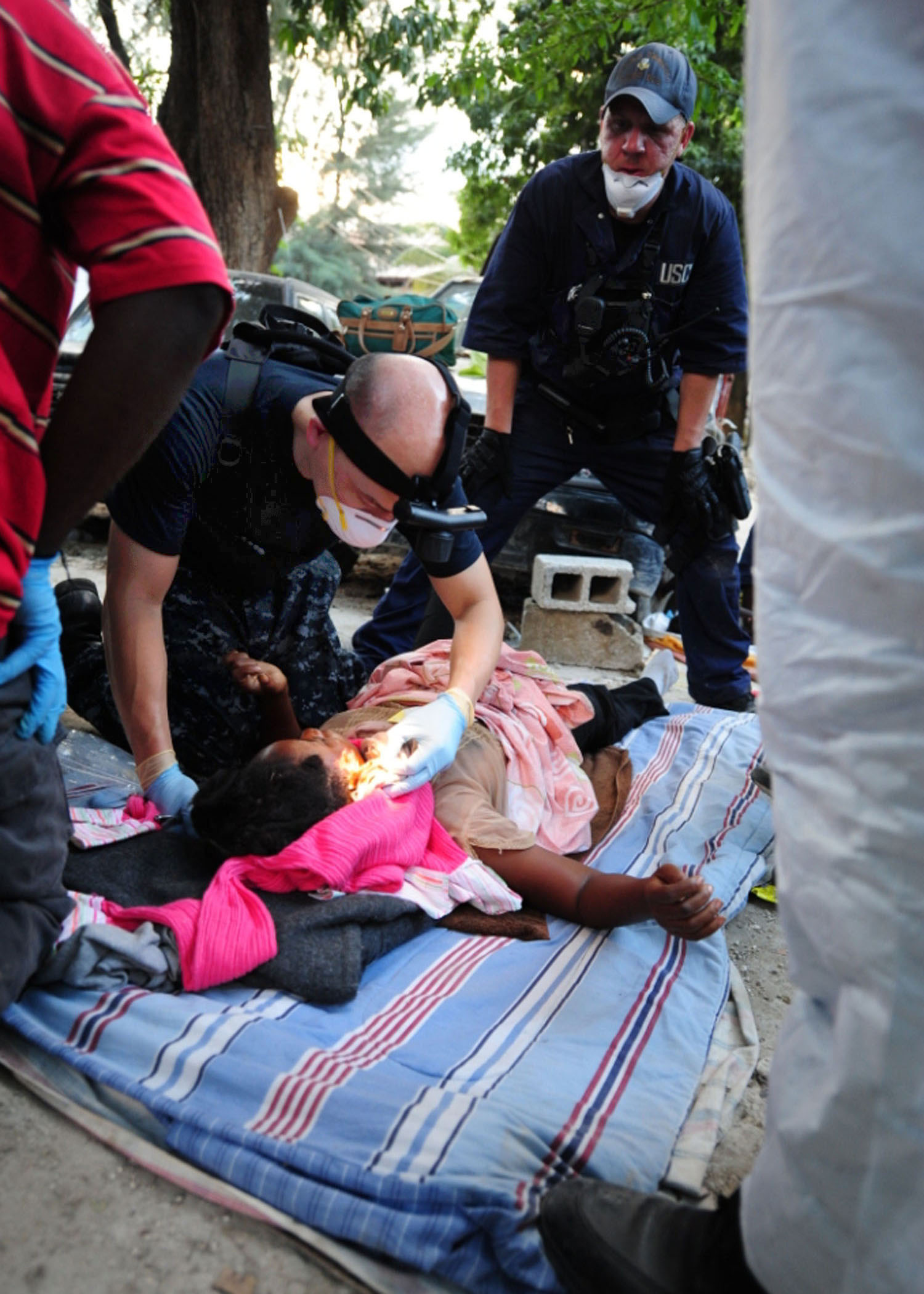
Une équipe médicale de l’USN et de l’USCG sur la base de Killick des garde-côtes haïtiens.

Dans un discours prononcé le 13 janvier 2010, le président américain Barack Obama a annoncé l’envoi d’équipes de secours de Virginie, de Floride et de Californie. Il a également ordonné à son équipe d’être aussi active que possible dans la livraison de l’aide, de même que la coordination avec les partenaires des États-Unis. Enfin, il a encouragé ses concitoyens à faire des dons en faveur du peuple haïtien. Les anciens présidents Bill Clinton et George W. Bush ont été mis à contribution en vue d’instaurer une organisation à but caritatif, le Fonds Clinton-Bush pour Haïti. Cette fondation a reçu un million de dollars de l'acteur Leonardo DiCaprio.

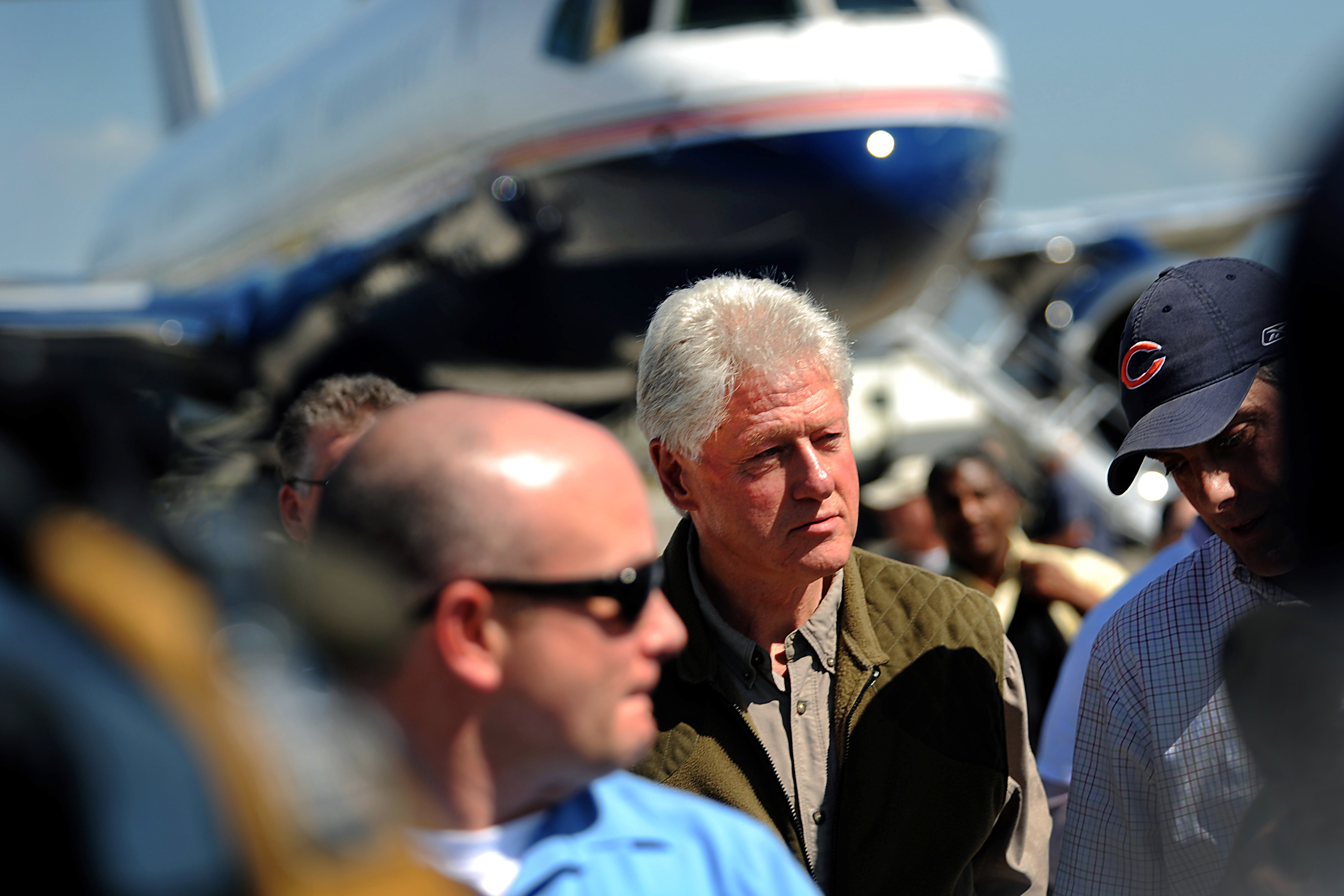
Bill Clinton à Port-au-Prince, le 18 janvier.

La secrétaire d’État des États-Unis, Hillary Clinton, en visite en Asie, a interrompu l’agenda de ses activités pour annoncer le soutien que les États-Unis allaient offrir au peuple haïtien, évoquant une aide combinant des moyens civils et militaires. La communauté haïtienne aux États-Unis est importante et les informations relatives à la catastrophe et ses suites y sont très suivies. La marine américaine dépêche dans un premier temps le porte-avions USS Carl Vinson et affrète ensuite le navire hôpital USNS Comfort.
Le monde du sport américain se mobilise en faveur d’Haïti : la Ligue nationale de hockey a versé 100 000 dollars à l’UNICEF et la Ligue majeure de baseball a annoncé qu’elle était prête à faire un don d’un million de dollars en faveur de cette institution. Le moteur de recherche Google a, quant à lui, annoncé qu’il allait donner un million de dollars pour soutenir les organisations qui viennent en aide à la population. Le logiciel Google Earth présente également des photos satellites de la capitale Port au Prince datant du 17 janvier 2010 et permettant d’apercevoir l’étendue des dégâts.

### France
Dès le lendemain du séisme, la France a envoyé un DICA (détachement d'intervention catastrophe aéroporté) de 50 hommes depuis les Antilles, avec une équipe médicale du SAMU de Martinique. Un important dispositif fut mis en place dans les jours suivants : un hôpital militaire chirurgical mobile est installé au lycée français, un avion militaire Casa est mobilisé, de même qu'un hélicoptère EC 145, deux navires, Francis Garnier et Siroco. Plusieurs centaines de membres de la protection civile, des SAMU (Antilles, Guyane et métropole) et du SDIS se sont relayés sur ce théâtre d'opération dans les 4 semaines qui suivirent.
Les membres du personnel du Centre national d'études spatiales, avertis rapidement après le séisme, ont collecté des photos satellite qu'ils ont traité en huit heures afin de fournir des cartes des dégâts aux équipes de sauveteurs intervenant sur le terrain.
L'intervention des forces armées françaises se termine le 30 septembre 2010.

### Israël
Israël a envoyé sur place un millier de militaires avec du matériel médical, sous le commandement du général Amos Radian. Ils ont installé le premier hôpital de secours perfectionné sur place. Pendant les cinq premiers jours, cet hôpital était le meilleur, selon le commandant. Des émissions de télévision israéliennes ont effectué des collectes de dons auprès des concitoyens. Au bout de deux semaines, les troupes israéliennes se sont retirées en laissant derrière elles une partie du matériel.

### Italie
L'Italie a envoyé un navire, le porte-aéronefs Cavour.

### Sénégal
Le président du Sénégal, Abdoulaye Wade, a offert de favoriser l’établissement d’Haïtiens en Afrique en raison de la « récurrence des calamités qui s’abattent sur Haïti ». Dans une entrevue à France-Info, le 17 janvier, M. Wade a suggéré d’offrir des terres aux Haïtiens, dont les ancêtres étaient des esclaves déportés, dont une partie provenait du Sénégal. Il considère qu’« ils n’ont pas choisi d’aller sur cette île. Il est de notre devoir de reconnaître leur droit au retour sur la terre de leurs ancêtres. » Le leader sénégalais rappelle qu’il ne s’agirait pas d’une première, rappelant la création du Liberia en 1844.

### Sri Lanka
Au moment du séisme, 950 soldats sri-lankais étaient présents en Haïti dans le cadre de l’opération de maintien de la paix. Le président Mahinda Rajapakse a indiqué lors d’un message au président haïtien : « En tant que nation ayant été touchée par une tragédie de similaire amplitude il y a cinq ans, le Sri Lanka peut comprendre et ressentir votre souffrance et votre peine. On m’a indiqué que le bataillon de maintien de la paix sri-lankais est pleinement engagé dans les opérations de secours. Le Sri Lanka s'associe aux efforts de la communauté internationale pour aider le peuple d'Haïti en cette heure où il connait la dévastation. Le souhait de tous les Sri Lankais est que le peuple d'Haïti puisse surmonter cette tragédie et reconstruire son pays. »

### Union européenne
Le président du conseil de l’Union européenne, Herman Van Rompuy, a déclaré[réf. nécessaire] lors d’une interview télévisée : « Je suis profondément touché par la détresse du peuple haïtien. Dans l’immédiat, l’assistance humanitaire d’urgence reste prioritaire. Il faut de l’eau, des vivres, un toit. Il faut soigner les blessés graves, et protéger les plus vulnérables, surtout les enfants. Tout doit être fait pour soulager leur terrible souffrance. J’ai décidé de porter la situation en Haïti au plus haut niveau politique de l’Union Européenne, au niveau des chefs d’États. Il faut s’assurer que quand les caméras auront quitté Haïti, nous serons toujours là pour reconstruire. »
Alors que la représentante de la diplomatie américaine Hillary Clinton s'est rapidement déplacée en Haïti, la justification du futur au Haut Représentant de l’Union pour les affaires étrangères et la politique de sécurité, Catherine Ashton, pour n'avoir pas fait de même, annonçant « je ne suis ni médecin, ni pompier » a alimenté la polémique précédant son investiture.

### Ancien président en exil
Jean-Bertrand Aristide, l’ancien président de Haïti exilé en Afrique du Sud depuis 2004, a exprimé ses condoléances pour la population haïtienne et s’est déclaré, le 15 janvier 2010, disponible pour aider son pays dans ses efforts de reconstruction.

## Survivants
Les conséquences de ce tremblement de terre sont très importantes sur le plan de la santé et de l'intégrité physique de toute une population. De nombreuses amputations sont pratiquées en raison de l'urgence de la situation.
Parmi les raisons, le non-suivi des patients qui ont subi un traumatisme grave au niveau de leurs membres est cité. La banalisation des amputations par les médecins américains arguant ces arguments font partie des raisons des amputations systématiques.
Environ 135 personnes ont été retrouvées vivantes sous les décombres. Darlène Étienne, une Haïtienne de 16 ans, a été la dernière survivante retrouvée après avoir passé 15 jours sous des décombres.

## Rumeur d'utilisation d'une arme sismique
Le 18 janvier 2010, la chaine de télévision vénézuélienne ViVe, qui dépend directement du ministère de la communication et de l'information de ce pays, met en ligne sur son site Internet un texte, plus tard traduit et relayé par le site conspirationniste Réseau Voltaire, qui accuse les États-Unis d'avoir provoqué la catastrophe haïtienne à l'aide d'une arme sismique secrète liée au projet HAARP. Ce programme scientifique américain suscitait depuis longtemps fantasmes et rumeurs.
Quelques journalistes français ont laissé entendre que le président du Venezuela Hugo Chávez avait accusé les Américains dans une prise de parole publique ; ils se sont basés notamment sur une vidéo de la chaine Russia Today, montage qui superpose la voix d'une journaliste russe à un plus ancien discours de Chávez, et qui n'apporte pas la preuve du discours public.
En Haïti, cette rumeur prend de l’ampleur et on entend de plus en plus de nouvelles théories sur la cause du séisme. Avec une majeure partie de la population analphabète, les idées fausses ou douteuses ont tendance à avoir davantage de succès car elles sont plus attractives pour l’esprit. Ces théories permettent parfois de faire de la propagande pour un personnage politique, lui attribuant des faits surnaturels, le rendant donc beaucoup plus populaire après du peuple. Cette rumeur est donc véhiculée rapidement dans les milieux défavorisés et commence à créer une panique chez certains dans la mesure où ils pensent que les États-Unis possèdent une arme secrète pouvant les détruire.
Si avant le séisme la confiance faisait déjà défaut entre les Haïtiens et leurs dirigeants politiques, ce manque de confiance s’est accentué voire amplifié avec la catastrophe. Durant cette période, l’État haïtien est quasiment absent sur le terrain. Il y a peu d’apparitions dans les médias pour rassurer la population ou faire un rapport des dégâts causés par le tremblement de terre. Les populations sinistrées se retrouvent à créer des histoires pouvant expliquer cette catastrophe car ils ont peu de connaissances au sujet des différents types de catastrophe naturelle.
Dans le pays, le conspirationnisme est très présent et souvent relayé dans les médias. Avec l’absence d’une instance étatique pouvant répondre aux interrogations, on retrouve des journalistes qui adoptent la rumeur d’une arme sismique pour choquer et capter l’attention du public. La population dont la situation est instable veut en savoir plus sur cette histoire et connaitre les raisons de cette prétendue attaque contre Haïti. Même si certains médias expliquent que le tremblement de terre du 12 janvier s’est produit sur la frontière entre les plaques tectoniques du Caraïbe et de l’Amérique du Nord. Ils parlent aussi d’une faille importante nommée Enriquillo qui traverse le sud d’Haïti. Ils expliquent que c’est sa rupture qui a causé tant de dégâts. Bien que cette explication logique puisse expliquer que les causes du séisme sont d’ordre naturel, la population continue de faire circuler la rumeur de bouche à oreille.
Voyant que l’État reste silencieux face à ces allégations, le doute persiste surtout dans les quartiers populaires où la situation est précaire. Le gouvernement, dans son silence, gagne à détourner le peuple sur le problème imminent du pays qui réside dans les infrastructures par une théorie du complot.
L’une des causes de cette histoire serait que les Américains veulent prendre possession des terres, puisqu’ils étaient déjà positionnés au large d’Haïti. Ils ont provoqué ce cataclysme et ensuite, ils sont intervenus directement. L’autre cause serait pour tester l’efficacité de cette nouvelle arme. Ces rumeurs prennent beaucoup d’ampleur et deviennent très populaires en Haïti. Les médias traditionnels en parlent, ce qui pousse les gens à douter de la cause logique et d’explorer d’autres théories en leur donnant du sens, ou une raison.

## Réponse à long terme
En 2019, un premier projet de science sismo-citoyenne est mis en place en Haïti, avec la collaboration d'acteurs locaux tel que l'Université d'État d'Haïti afin de pallier notamment une défaillance du réseau sismique en Haïti (comme a pu le montrer le séisme de 2010). L’objectif de ce dernier est d’installer des sismomètres "Raspberry Shake" peu couteux chez des citoyens haïtiens volontaires. Le projet se décompose en deux intérêts essentiels : compléter le réseau sismique en récoltant des données sur les séismes locaux et évaluer l’effet de ces sismomètres sur la perception du risque et l’intérêt scientifique que peut susciter ce phénomène pour le citoyen hébergeur et sa communauté. Cette démarche a permis d'enregistrer le séisme du 14 août 2021 et ses répliques dans la péninsule de Tiburon. Renouvelé en 2022, et financé par l'Agence Nationale de la recherche, le projet prend le nom d'OSMOSE. OSMOSE vise à déterminer si, et comment, la diffusion des connaissances sur les tremblements de terre, en plaçant les citoyens et les communautés au cœur du mécanisme de production de l'information scientifique, peut améliorer la prise de conscience des risques et promouvoir les initiatives de protection à la base.

## Œuvres artistiques
L´artiste Frankétienne peint son travail Désastre (12 janvier 2010) quelques jours après l'incident. Il a représenté son chagrin pour la catastrophe, l´œuvre capture les victimes piégées dans les décombres.

## Œuvres littéraires
- L'auteur haïtien Louis-Philippe Dalembert était dans sa ville natale pendant le tremblement de terre. il s'est inspiré de ce séisme et de celui de L'Aquila (Italie, 6 avril 2009) pour écrire son roman Ballade d'un amour inachevé[133] (Paris, Mercure de France, 2013,  (ISBN 978-2715234536).
- L'écrivain d'origine haïtienne Dany Laferrière, vivant au Canada, se trouvait sur place lors du séisme. Un an après, il témoigne de ce qu'il a vécu dans Tout bouge autour de moi[134] (Montréal, Mémoire d'encrier, 2010 - Paris, Grasset, 2011  (ISBN 978-2-2531-6203-2)).
- Le commandant de police Fabrice Martinez, chef du contingent Police nationale France, détaché en Haiti pour le compte des Nations-Unies (Minustah), se trouvait en mission à Port-au-Prince lors du séisme. Il témoigne de ce drame dans Un flic au secours des gorilles, les Presses du midi, 2010  (ISBN 978-2-8127-0848-0)
- L'auteure haïtienne Yanick Lahens a livré le récit Failles[135] (Paris, Sabine Wespieser Éditeur, 2010, 160 p.  (ISBN 978-2-84805-090-4)).
- L'écrivain haïtien Marvin Victor s'est inspiré de ce séisme pour son roman Corps mêlés[136] (Gallimard, 2011  (ISBN 978-2070132157))
- Pour rendre hommage au peuple d'Haïti et au terrible séisme, l'écrivain français Laurent Gaudé a écrit Danser les ombres (Actes Sud / Léméac 2015 -  (ISBN 978-2-330-03971-4)
- Le roman de Makenzy Orcel (écrivain et poète haïtien) Les Immortelles se déroule à Port-au-Prince quelque temps après le séisme et évoque le sort d'une femme disparue ainsi que le drame des survivants (Les Immortelles - Zulma, 2012  (ISBN 9782897124687)).